# Stuttgart
Cet article concerne la ville allemande. Pour les autres villes portant ce nom, voir Stuttgart (homonymie).
 (décembre 2024).
Si vous disposez d'ouvrages ou d'articles de référence ou si vous connaissez des sites web de qualité traitant du thème abordé ici, merci de compléter l'article en donnant les références utiles à sa vérifiabilité et en les liant à la section « Notes et références ».
Stuttgart (/ˈʃtutɡaʁt/ ; de l'allemand : /ˈʃtʊtɡaʁt/ , anciennement Stutgard en français) est la capitale du Land de Bade-Wurtemberg, dans le Sud de l'Allemagne. Stuttgart est par sa population la sixième ville d'Allemagne.
La ville se trouve au centre d'une région très peuplée et est entourée d'une couronne de petites villes. Cette zone urbaine intérieure appelée « région de Stuttgart » a une population de 2,7 millions d'habitants, faisant du « Grand Stuttgart » la quatrième ville-région en Allemagne après la Ruhr, Francfort-sur-le-Main et Berlin.
Stuttgart se trouve sur une série de collines, de vallées et de parcs — fait inhabituel pour les villes allemandes et souvent cause de surprise pour les visiteurs qui associent principalement la ville avec sa réputation industrielle de « berceau de l'automobile ».
Stuttgart a le statut de Stadtkreis, ce qui fait d'elle une aire urbaine auto-administrée. La ville est également le siège du parlement régional et du conseil local.
La devise de la ville est « Stuttgart est plus » — pour les touristes et les affaires, Stuttgart se décrit elle-même comme Standort Zukunft, traduit par la mairie en « Lorsque les affaires rencontrent le futur ». En 2007, le bourgmestre a présenté Stuttgart aux investisseurs étrangers comme « la puissance créatrice de l'Allemagne ». Avec les plans actuels visant à améliorer les liaisons de transport aux infrastructures internationales (dans le cadre du projet Stuttgart 21), la ville a dévoilé un nouveau logo et un slogan en mars 2008, se décrivant comme Das neue Herz Europas (« Le nouveau cœur de l'Europe »).
Stuttgart est parfois surnommée la Schwabenmetropole (« métropole souabe »), une référence au dialecte souabe parlé par les autochtones.

## Nom et armoiries

Le blason de Stuttgart.

Le blason de Stuttgart, utilisé pour la première fois dans sa forme actuelle en 1938, montre une jument noire, se cabrant, sur un fond jaune. Avant cette date, différents modèles et couleurs ont été utilisés, souvent avec deux juments.
Les armes parlantes du blason reflètent l'origine du nom « Stuttgart ». Le nom dans le vieux haut-allemand était « stuotgarten », avec « stuot » qui signifie « jument ». Le terme du vieux haut-allemand « garten » fait quant à lui référence à l'importante étendue de la zone où a eu lieu le peuplement initial.
Le centre du logo de la société automobile Porsche présente une version modifiée des armoiries de Stuttgart.

## Géographie

### Généralités
Stuttgart est traversée par la rivière Neckar, dans une région caractérisée par de nombreuses collines.
La ville couvre une superficie de 207 km2. L'altitude varie de 207 m sur la rivière Neckar à 549 m sur la colline de Bernhartshöhe. En conséquence, il y a plus de 400 escaliers autour de la ville (appelés Stäffele en dialecte local), soit l'équivalent d'environ 20 kilomètres. Beaucoup proviennent de l'époque où des vignes étaient alignées sur toute la vallée. Même aujourd'hui, il y a des vignes à moins de 500 mètres de la gare.

Panorama de Stuttgart depuis la tour Bismarck.

### Divisions administratives
La ville est divisée en 23 quartiers Stadtbezirke ayant chacun un code postal différent mais considérés comme faisant administrativement partie de la ville de Stuttgart. La plupart des quartiers ont cependant, en tant qu'anciennes communes indépendantes, une identité et une histoire propres.
Cinq au centre-ville (Innere Stadtbezirke) :
- Stuttgart-Mitte
- Stuttgart-Nord
- Stuttgart-Ost
- Stuttgart-Süd
- Stuttgart-West

Dix-huit en périphérie (Äußere Stadtbezirke) :
- Stuttgart-Bad Cannstatt
- Stuttgart-Birkach
- Stuttgart-Botnang
- Stuttgart-Degerloch
- Stuttgart-Feuerbach
- Stuttgart-Hedelfingen
- Stuttgart-Möhringen
- Stuttgart-Mühlhausen
- Stuttgart-Münster
- Stuttgart-Obertürkheim
- Stuttgart-Plieningen
- Stuttgart-Rotenberg
- Stuttgart-Sillenbuch
- Stuttgart-Stammheim
- Stuttgart-Untertürkheim
- Stuttgart-Vaihingen
- Stuttgart-Wangen
- Stuttgart-Weilimdorf
- Stuttgart-Zuffenhausen.

Chaque quartier peut être divisé en un ou plusieurs sous-quartiers.

### Climat

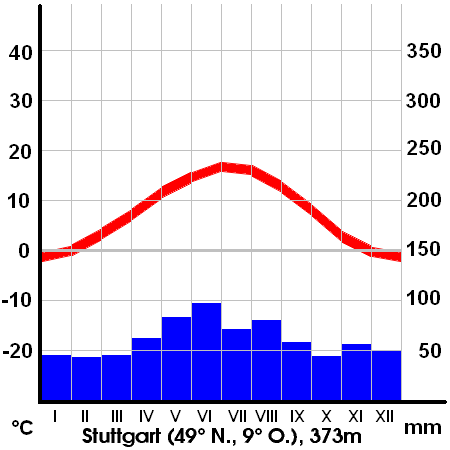
Graphique climatique de Stuttgart.

Le climat de Stuttgart est de type océanique (Cfb) à tendance continentale. Durant les mois d'été, la position de la ville à proximité des collines du Jura souabe et de la Forêt-Noire apparaît comme un bouclier contre les phénomènes météorologiques violents. Cependant, la ville peut également subir des orages pendant l'été et des périodes de plusieurs jours de neige en hiver. Le centre de la ville, appelé par les habitants locaux le « Kessel » (« la cuvette »), connaît plus de chaleur en été et moins de neige en hiver que les banlieues. Située au centre du continent européen, Stuttgart peut connaître de très grandes différences de températures entre le jour et la nuit et entre l'été et l'hiver. En moyenne, Stuttgart bénéficie de 1 693 heures d'ensoleillement par an, de 665 mm de précipitations annuelles et d'une température sur l'année de 9,4 °C.
Les hivers durent du mois de décembre à mars. Le mois le plus froid est janvier, avec une température moyenne de 0 °C. La couverture de neige a tendance à ne pas durer plus de quelques jours, même si elle a duré une paire de semaines en 2004. Les étés sont chauds avec une température moyenne de 20 °C durant les plus chauds mois de juillet et d'août. Les étés durent de mai à septembre.
Le climat de Stuttgart étant de type semi-continental, cela se traduit par des hivers pouvant être rudes et le thermomètre tourne autour de 0 °C. Les étés sont relativement chauds avec une température légèrement inférieure à 20 °C.
| Mois                                       | J  | F  | M   | A  | M  | J    | J  | A  | S    | O   | N   | D   | Année |
| ------------------------------------------ | -- | -- | --- | -- | -- | ---- | -- | -- | ---- | --- | --- | --- | ----- |
| Températures moyennes maximales (℃)        | 3  | 4  | 9   | 12 | 17 | 20,5 | 23 | 23 | 19   | 14  | 8   | 4   | 13    |
| Températures moyennes minimales (℃)        | -3 | -3 | 0,5 | 3  | 7  | 10,5 | 13 | 12 | 8    | 5   | 0,5 | -2  | 4     |
| Températures moyennes (℃)                  | 0  | 1  | 5   | 8  | 13 | 15,5 | 18 | 18 | 14,5 | 9,5 | 4   | 1,5 | 9     |
| Précipitations (hauteur moyenne en mm)     | 48 | 46 | 43  | 61 | 86 | 86   | 74 | 86 | 58   | 46  | 46  | 51  | 734   |
| Climat de Stuttgart — Source : Weatherbase |    |    |     |    |    |      |    |    |      |     |     |     |       |

## Histoire
| Appartenances historiques Duché de Souabe 915–1219 Margraviat de Bade 1219–1251 Comté de Wurtemberg 1251–1442 Comté de Wurtemberg-Stuttgart 1442–1482 Comté de Wurtemberg 1482–1495 Duché de Wurtemberg 1495–1803 Électorat de Wurtemberg 1803–1806 Royaume de Wurtemberg 1806–1918 Empire allemand 1871–1918 République de Weimar 1918–1933 Reich allemand 1933–1945 Allemagne occupée 1945–1949 Allemagne 1949 – présent |

### Avant leXIXesiècle

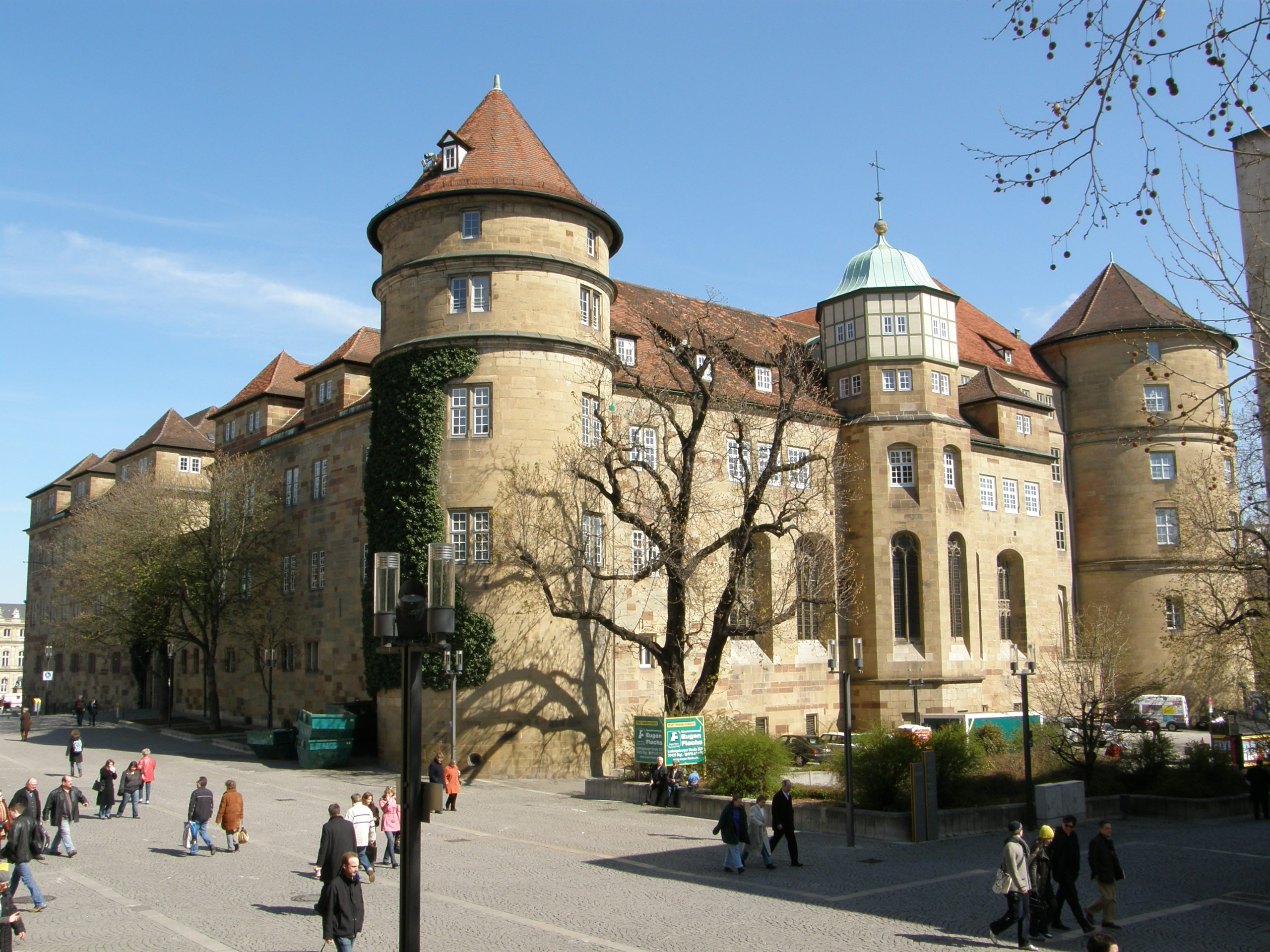
Le Altes Schloss (Vieux Château) datant de 950.

Le premier habitat connu de Stuttgart date de la fin du Ier siècle avec l'établissement d'un fort romain dans le quartier moderne de Cannstatt, sur les rives du Neckar. Au début du IIIe siècle, les Romains furent repoussés par les Alamans derrière le Rhin et le Danube. Même si on ne sait rien à propos de Cannstatt au cours de la période des grandes invasions, on estime que la région est restée habitée comme cela est mentionné dans les archives de l'abbaye de Saint-Gall remontant à 700 apr. J.-C.
Stuttgart en elle-même fut probablement fondée vers 950 apr. J.-C., peu avant la bataille du Lechfeld par le duc Ludolphe de Souabe, l'un des fils de l'empereur Otton Ier du Saint-Empire. La ville était utilisée pour l'élevage de chevaux de cavalerie dans les prairies fertiles au centre de la ville d'aujourd'hui, bien que de récentes fouilles archéologiques indiquent que cette zone était déjà la terre des agriculteurs mérovingiens.
Un don au registre de l'abbaye de Hirsau en date d'environ 1160 fait état d'un « Hugo de Stuokarten », confirmant l'existence de la ville de Stuttgart.

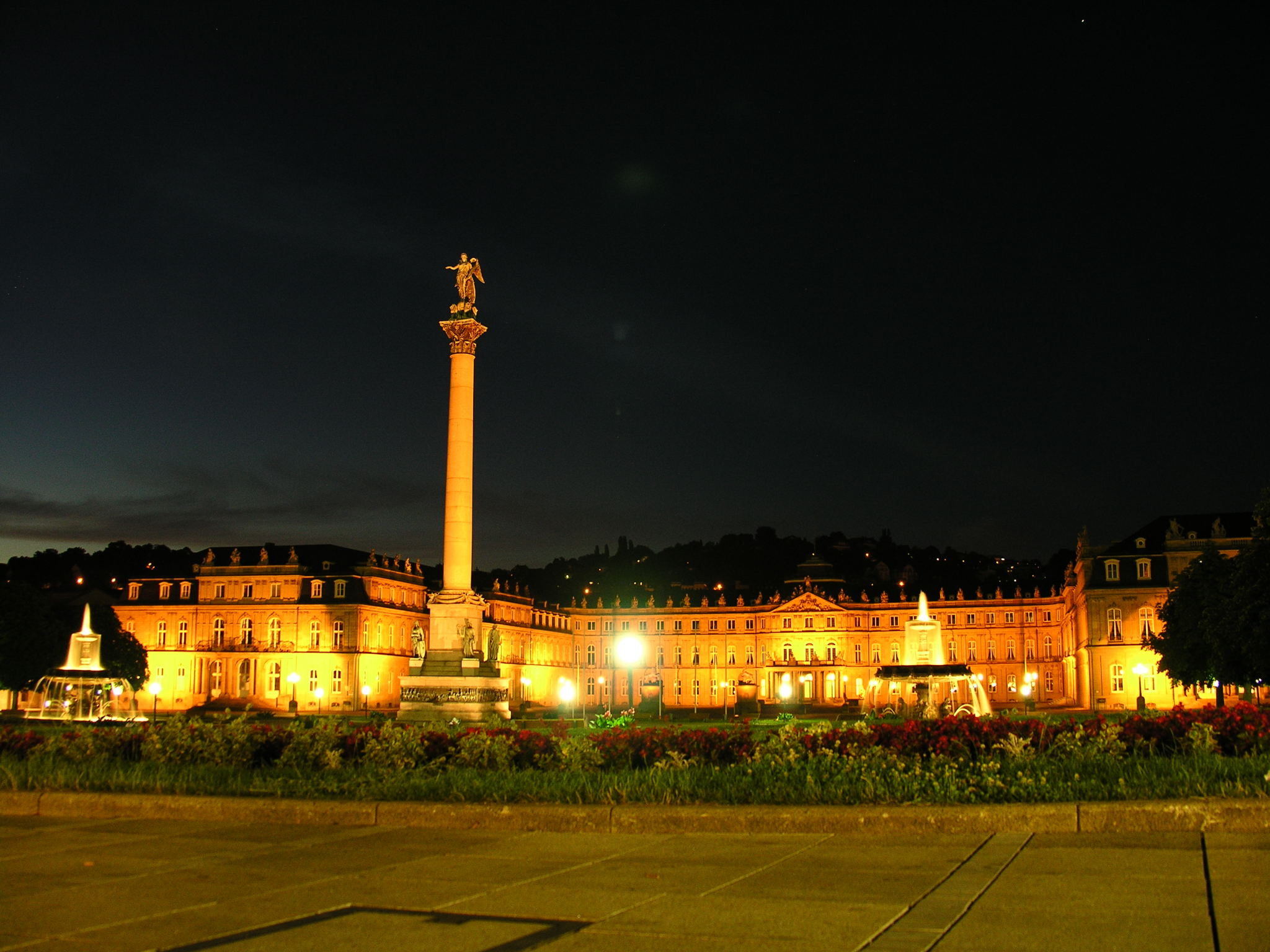
Le Neues Schloss (Nouveau Château) fut construit entre 1746 et 1807.

Entre cette époque et le XIVe siècle, Stuttgart était la propriété du margrave de Bade et les villes de Backnang et Besigheim.
Autour de 1300, Stuttgart était devenue la résidence des comtes de Wurtemberg, qui en avaient fait la capitale de leur territoire (Territorialstaat). Stuttgart fut élevée au rang de ville en 1321, quand elle devint la résidence royale officielle. Le territoire autour de Stuttgart fut appelé comté de Wurtemberg, avant que les comtes soient élevés au rang de ducs en 1495, par l'empereur. Stuttgart était alors devenue la capitale du duché et la résidence ducale.
Le nom « Wurtemberg » provient d'une colline escarpée à Stuttgart, anciennement connue sous le nom de Wirtemberg.
Au XVIIIe siècle, Stuttgart céda temporairement son statut de résidence après que Eberhard-Louis eut fondé Ludwigsbourg, au nord de Stuttgart. En 1775, Charles II demande que la résidence retourne à Stuttgart, en ordonnant la construction du Nouveau Château.

### XIXeetXXesiècles
En 1803, Stuttgart fut proclamée capitale de l'électorat de Wurtemberg (jugé par un prince-électeur) jusqu'à l'éclatement par Napoléon Bonaparte du Saint-Empire romain germanique en 1805, date à laquelle Stuttgart devint alors capitale du royaume de Wurtemberg. La résidence royale fut étendue sous Frédéric Ier, bien que beaucoup des bâtiments les plus importants de Stuttgart — y compris la Staatsgalerie, la Villa Berg et le Königsbau — eussent été construits sous le règne du roi Guillaume Ier.

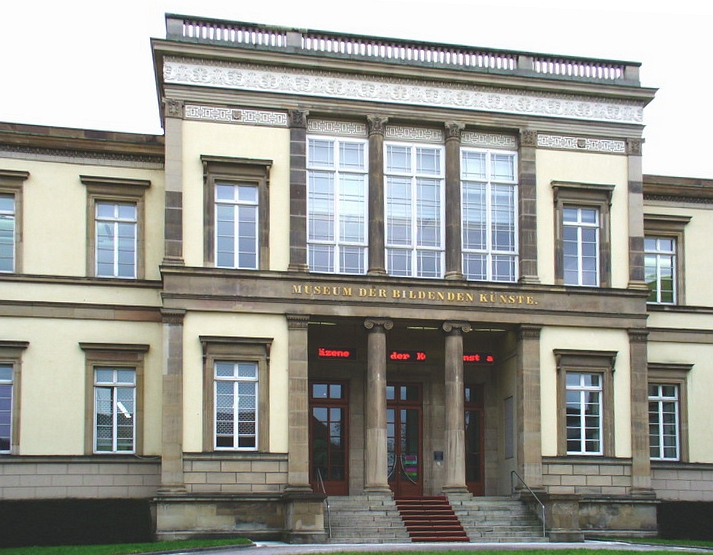
Alte Staatsgalerie, construite sous Guillaume Ier.

Le développement de la ville de Stuttgart a été entravé durant le XIXe siècle par son emplacement. Ce n'est qu'avec l'ouverture de la gare en 1846 que la ville connut une renaissance économique. La population de l'époque était d'environ 50 000 habitants.
Au cours de la révolution de Mars, un parlement pangermanique national et démocratique (parlement de Francfort) fut créé à Francfort, afin de surmonter la division de l'Allemagne. Après de longues discussions, le Parlement décida d'offrir le titre d'empereur allemand au roi Frédéric-Guillaume IV de Prusse. Le mouvement démocratique devenant plus faible, les princes allemands regagnèrent le contrôle de leurs États indépendants. Finalement, le roi de Prusse refusa les demandes des révolutionnaires. Les membres du Parlement furent chassés de Francfort, et les membres les plus radicaux (qui voulaient établir une république) fuirent vers Stuttgart. Un peu plus tard, ce parlement fut dissout par les militaires de Wurtemberg.
En 1871, Stuttgart comptait 91 000 habitants. En ce temps, Gottlieb Daimler inventa l'automobile dans un petit atelier de Cannstatt et la population augmenta alors rapidement à 176 000 habitants. Cette même année, Wurtemberg rejoint, en tant que royaume autonome, l'Empire allemand créé par Otto von Bismarck, au cours de l'unification de l'Allemagne.
À la fin de la Première Guerre mondiale, la monarchie de Wurtemberg s'est effondrée : Guillaume II refusa la couronne — mais refusa également d'abdiquer — sous la pression des révolutionnaires qui avaient envahi le palais Wilhelm. L'État libre de Wurtemberg fut créé en tant que partie de la république de Weimar. Stuttgart a alors été proclamée capitale de l'État libre.
En 1920, Stuttgart devint le siège du gouvernement national allemand (après la fuite de l'administration de Berlin, voir Putsch de Kapp).
La ville obtient de porter le titre honorifique nazi de « ville des Allemands de l'étranger » le 11 septembre 1936. Sous le régime nazi, Stuttgart a commencé l'expulsion de ses habitants juifs en 1939. Près de 60 % de la population juive allemande avait fui au moment des restrictions sur leur liberté de mouvement qui leur ont été imposées le 1er octobre 1941, date à laquelle les juifs vivant dans le Wurtemberg ont été contraints de vivre dans des « appartements juifs ». Le 1er décembre 1941, la première expulsion en train a été organisée vers Riga. Seulement 180 juifs du Wurtemberg retenus dans les camps de concentration ont survécu.

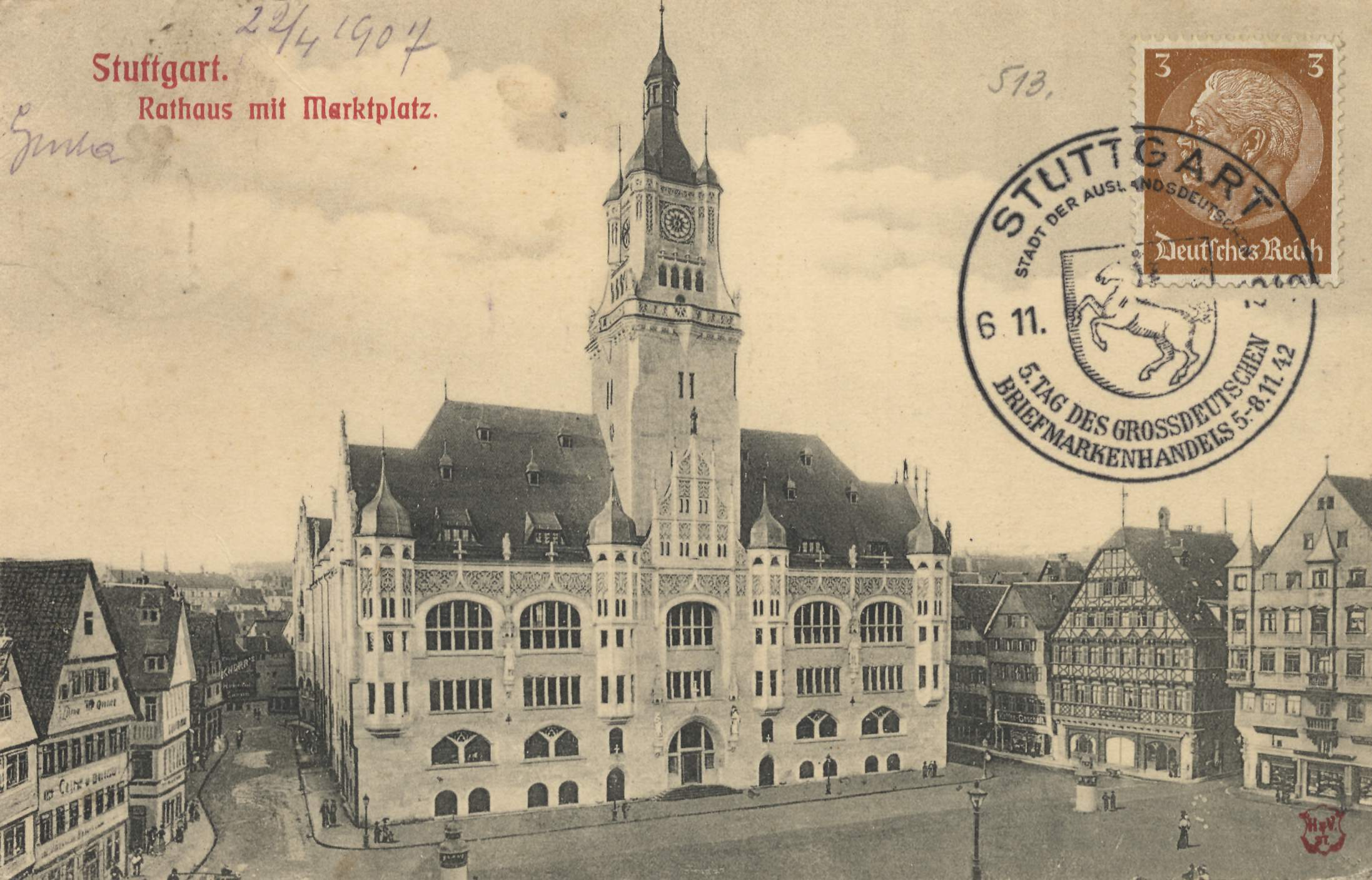
La mairie de Stuttgart en 1907. Tout, sauf l'arrière du bâtiment, a été détruit par les bombardements alliés pendant la Seconde Guerre mondiale.

Au cours de la Seconde Guerre mondiale, le centre de Stuttgart a été presque entièrement détruit par les raids aériens alliés. La plupart des bombardements les plus graves ont eu lieu en 1944, aux commandes des bombardiers anglo-américains. Le plus lourd a eu lieu le 12 septembre 1944, quand le 101e escadron de la Royal Air Force a bombardé la vieille ville de Stuttgart, avec plus de 184 000 bombes et 75 blockbusters entraînant 957 morts et 1 600 blessés,. Au total, Stuttgart a été soumise à 53 raids de bombardements, entraînant la destruction de 68 % de tous les bâtiments et la mort de 4 477 personnes. La ville est couverte de 4,9 millions de mètres cubes de décombres. Arnulf Klett, maire de la ville, aura pour tache durant ses trois décennies de mandat de reconstruire la ville dévastée.
En 1945, lorsque les forces alliées pénètrent en Allemagne, le 2e corps de la 1re armée française, commandée par le général de Lattre de Tassigny ; conjointement avec le 6e corps de la 7e Armée US ; prend Stuttgart le 21 avril après de durs combats durant lesquels elle réduit quatre divisions allemandes et fait 9 000 prisonniers. L'occupation de la ville fait l'objet d'un affrontement entre Eisenhower et de Gaulle. Celui-ci ordonne à de Lattre de maintenir une garnison française à Stuttgart malgré les protestations américaines. Finalement, en juillet, la ville est remise aux Américains pour être intégrée à la zone d'occupation militaire américaine.
L'un des premiers concepts du plan Marshall était destiné à soutenir la reconstruction économique et politique de l'Europe et a été présenté lors d'un discours prononcé par le secrétaire d'État américain James F. Byrnes, à l'Opéra de Stuttgart. Son discours a conduit directement à l'unification des zones d'occupation américaine et britannique, donnant naissance à la « Bizone » (plus tard, la « Trizone », avec la zone française). Quand la République fédérale d'Allemagne a été fondée le 23 mai 1949, Stuttgart, à l'instar de Francfort, a été un sérieux concurrent pour devenir la capitale fédérale, mais elle a finalement échoué face à Bonn.
Les ex-États allemands de Bade et Wurtemberg ont fusionné en 1952, conduisant à la création du nouveau Land de Bade-Wurtemberg, maintenant troisième plus grand Land d'Allemagne.

### De nos jours
Pendant la guerre froide, Stuttgart est devenu le siège du centre commun de commandement de toutes les forces militaires américaines en Europe, en Afrique et de l'Atlantique (US European Command, EUCOM). EUCOM est toujours basé à Stuttgart aujourd'hui. Les bases de l'armée américaine sont très nombreuses dans et autour de Stuttgart.
À la fin des années 1970, le district de Stammheim a été la scène de l'une des périodes les plus controversées de l'histoire allemande d'après-guerre, avec le procès des membres de la Fraction armée rouge à la cour de haute sûreté de Stammheim. Après le procès, Ulrike Meinhof, Andreas Baader, Gudrun Ensslin et Jan-Carl Raspé se sont suicidés à Stammheim. Plusieurs tentatives ont été faites pour libérer les terroristes par la force ou le chantage au cours de l'« automne allemand » de 1977, qui a abouti à l'enlèvement et au meurtre de l'industriel allemand Hanns Martin Schleyer, ainsi qu'au détournement du vol Lufthansa 181.
En 1978, le réseau ferroviaire de la banlieue de Stuttgart est entré en fonctionnement.
La ville a organisé l'Exposition horticole internationale en 1993.

## Culture et principaux sites

### Centre-ville

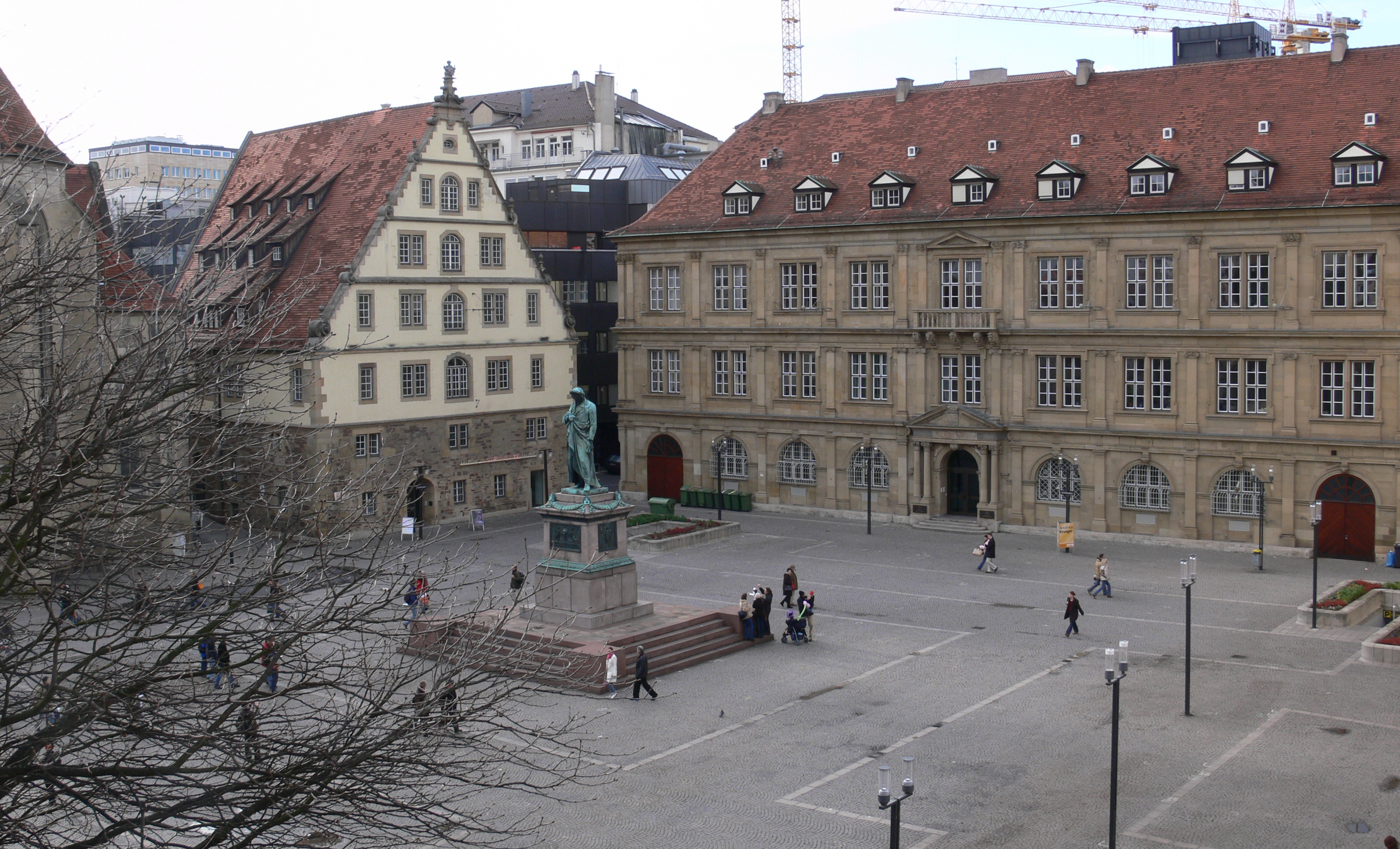
Schillerplatz.

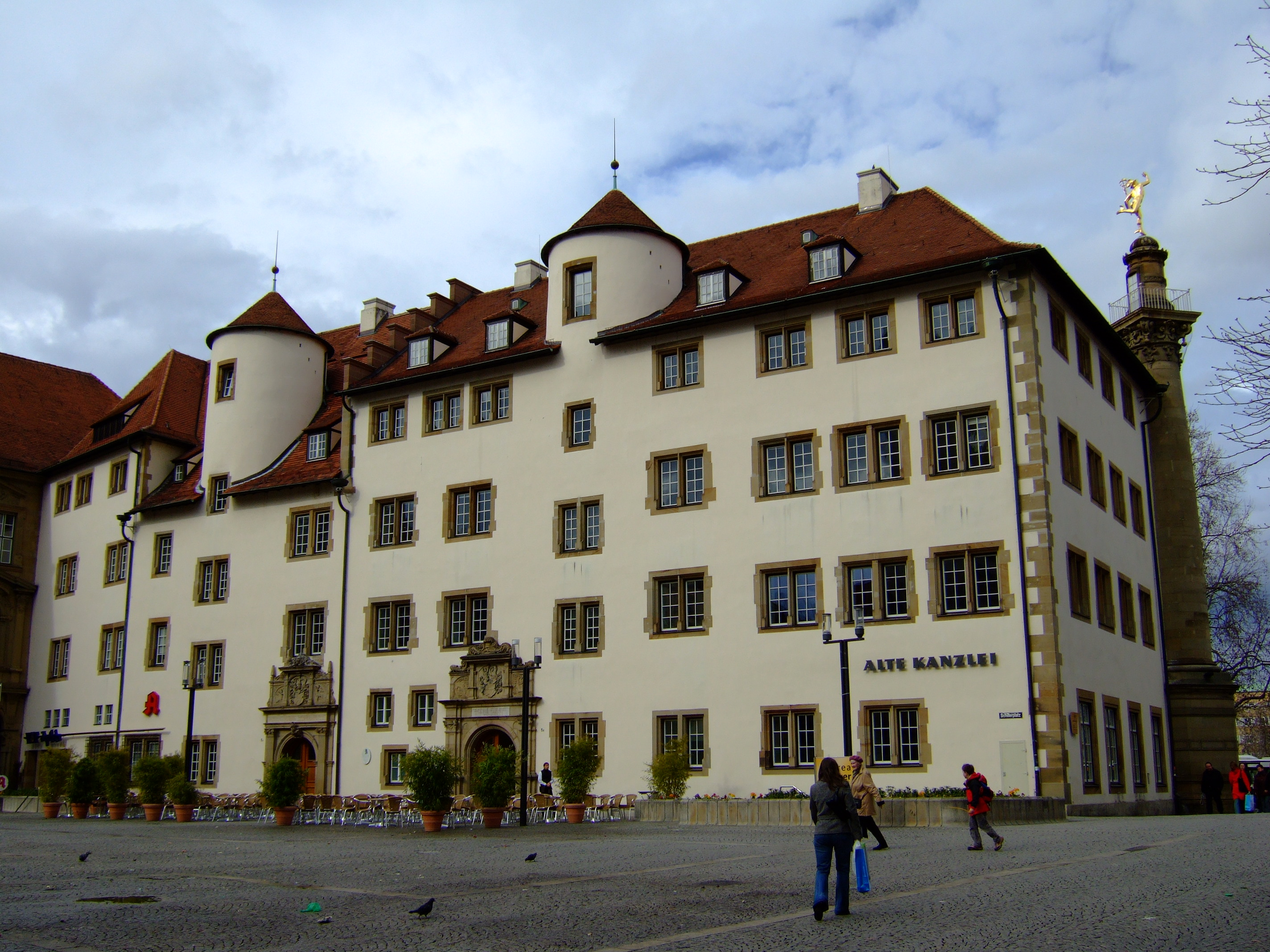
Alte Kanzlei.

Au centre de Stuttgart, on trouve sa place principale, la Schlossplatz. La Königstraße, la plus importante rue commerçante de Stuttgart qui longe le Nord-Ouest de la Schlossplatz, prétend être la plus longue rue piétonne d'Allemagne.
Bien que le centre-ville ait été fortement endommagé pendant la Seconde Guerre mondiale, de nombreux bâtiments historiques ont été reconstruits et la ville offre de beaux témoins de l'architecture moderne. On peut citer comme édifices et places du centre-ville :
- la Stiftskirche (l'Église collégiale), qui date du XIIe siècle et qui est une église protestante depuis 1534[26] (extérieur : roman/gothique ; intérieur : roman/gothique/moderne ; reconstruite après la Seconde Guerre mondiale) ;
- l'Altes Schloss, datant en grande partie de la fin du XVe siècle, certaines parties remontant à 1320 (style : Renaissance ; reconstruit) ;
- l'Alte Kanzlei, sur la Schillerplatz ;
- la Neues Schloss, terminé en 1807[26], d'architecture baroque/classique, reconstruit avec un intérieur moderne. Les sous-sols, qui abritent une collection de fragments de pierre de l'époque romaine, sont ouverts aux visiteurs[27] ;
- le Wilhelmpalais, 1840 ;
- le Königsbau, 1850, style classique, reconstruit ;
- la Markthalle, 1910, Art nouveau ;
- la Gare centrale de Stuttgart, conçue en 1920, dont les lignes fonctionnelles sont caractéristiques de la Nouvelle Objectivité (Neue Sachlichkeit) ;
- la Bibliothèque d'État de Wurtemberg, reconstruite en 1970 ;
- le Friedrichsbau Varieté, reconstruit en 1994 ;
- le Millennium Hôtel & Resort[28].

### Architecture des autres quartiers

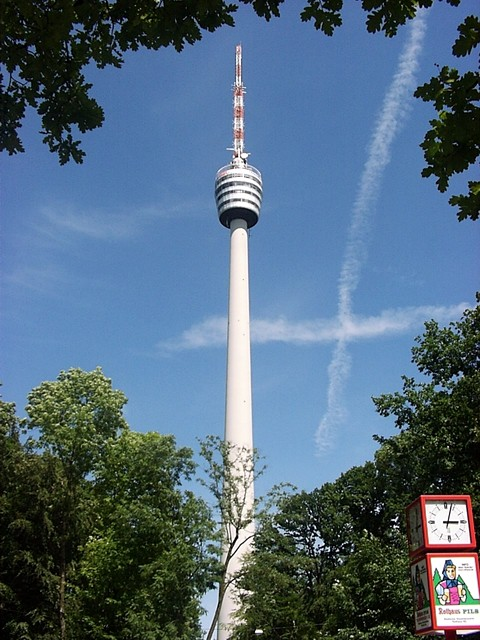
La tour de télévision de Stuttgart.

Un certain nombre de châteaux se tiennent dans la banlieue de Stuttgart et rappellent le passé royal de la ville. On peut citer :
- le château de Solitude, 1700-1800, style baroque/rococo ;
- le château de Louisbourg, 1704-1758, style baroque ;
- le château Hohenheim, 1771-1793.

Il y a également d'autres sites connus autour de Stuttgart :
- le château Rosenstein, 1822-1830, classique ;
- la Grabkapelle auf dem Württemberg, 1824 ;
- le jardin botanique et zoo Wilhelma, construit en tant que palais royal (1853) ;
- la Weißenhofsiedlung, 1927, style international ;
- la tour de télévision, 1954-1956, première tour de télévision de son type dans le monde ;
- l'aéroport, à proximité de Leinfelden-Echterdingen.

### Musées

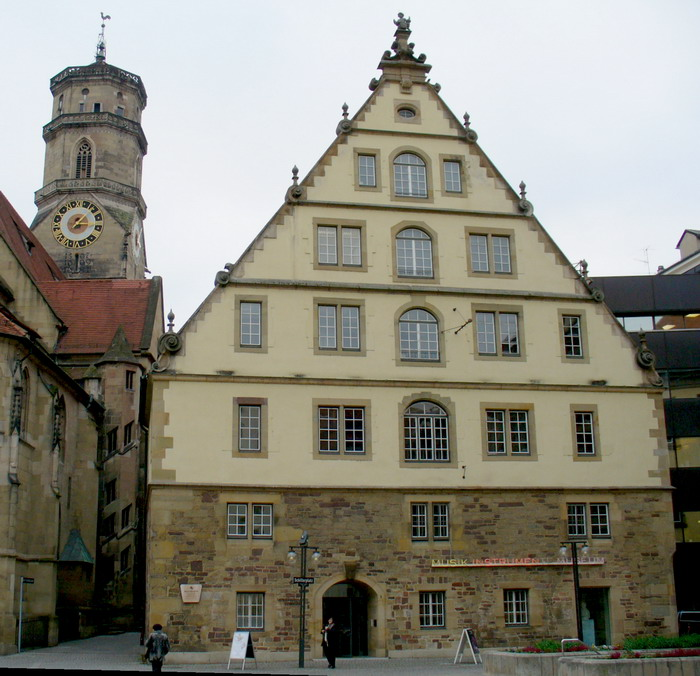
La plus ancienne maison de Stuttgart : le Fruchtkasten.

Le plus célèbre musée de Stuttgart est la Staatsgalerie (galerie d'État), qui présente une des plus importantes collections de peinture d'Allemagne du XVe siècle au XXe siècle après Berlin, Munich et Dresde. La pièce la plus importante du musée est le retable de Herrenberg (v. 1520) de Jörg Ratgeb, l'une des œuvres les plus importantes de la peinture allemande de la Renaissance. La collection est également célèbre pour son fonds particulièrement représentatif d'œuvres de Max Beckmann et Oskar Schlemmer, ainsi que pour le plus grand ensemble de toiles de Pablo Picasso d'Allemagne.
Le Linden-Museum, musée d'ethnographie, est également célèbre pour l'importance tant quantitative que qualitative de sa collection. Les collections sont réparties en cinq grandes sections régionales : l'Amérique (tribus indiennes d'Amérique du Nord, cultures du vieux Pérou), le Pacifique sud (Mélanésie, culture du Sepik, Australie), l'Afrique (palais royal et masques), l'Orient (culture et histoire islamiques) et l'Asie de l'Est et du Sud (Japon, Chine, Inde, Népal et Tibet).
Stuttgart possède en tout une dizaine de musées. Citons également le Kunstmuseum (consacré à l'art moderne et contemporain et riche du plus grand fonds mondial d'œuvres d'Otto Dix), le musée Porsche (Porsche Museum), le musée Mercedes-Benz et le musée d'Histoire naturelle, le musée consacré au philosophe Hegel, aménagé dans sa maison natale.

### Musique classique
Stuttgart possède un orchestre symphonique actuellement dirigé par Roger Norrington. On peut également citer l'Orchestre de chambre de Stuttgart fondé en 1946 par Karl Münchinger et l'Orchestre de chambre des jeunes (Junges Kammerorchester Stuttgart).

## Démographie

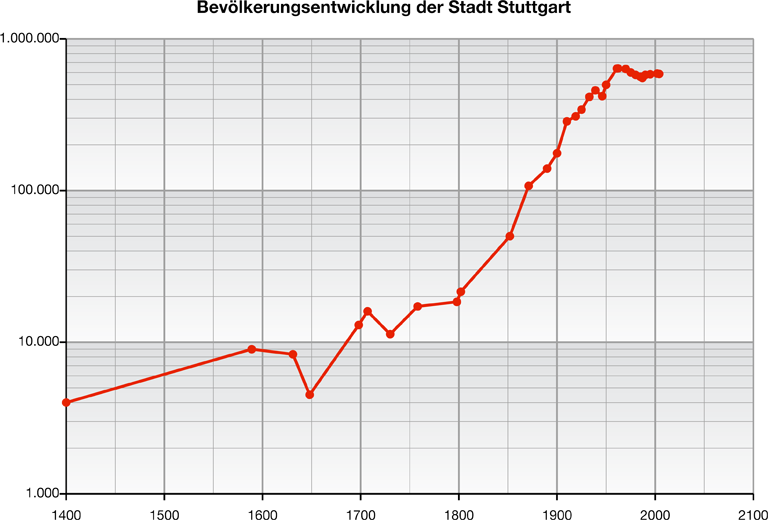
Évolution de la population de Stuttgart.

La population de Stuttgart n'a pas cessé de diminuer entre 1960 (637 539 habitants) et 2000 (586 978). Ensuite, le faible niveau de chômage et l'attractivité des écoles secondaires a conduit à une reprise de la croissance démographique, alimentée notamment par les jeunes adultes de l'ex-Allemagne de l'Est. Pour la première fois depuis des décennies, en 2006, il y a eu plus de naissances dans la ville que de décès. En avril 2008, il y avait 590 720 habitants dans la ville.
En 2000, 22,8 % de la population n'a pas la nationalité allemande, en 2006, ce nombre a chuté à 21,7 %. Les principaux groupes de ressortissants étrangers sont les Turcs (22,025 %), les Grecs (14,341 %), les Italiens (13,978 %), les Croates (12,985 %), les Serbes (11,547 %) suivis par les immigrants de la Bosnie-Herzégovine, du Portugal, de la Pologne, de l'Autriche et de la France. 39 % des étrangers proviennent de l'Union européenne.

### Religion
La religion protestante luthérienne a été introduite en 1534 à Stuttgart par le duc Ulrich de Wurtemberg. Depuis cette époque, le Bade-Wurtemberg a été à prédominance protestante. Toutefois, depuis 1975, le nombre de protestants à Stuttgart a chuté de près de 300 000 à 200 000. En 2000, 33,7 % des habitants étaient protestants et 27,4 % étaient catholiques. La Passion de Bad Cannstatt est une procession suivie par des milliers de fidèles chaque Vendredi saint. 39 % de la population sont dans les autres catégories : musulmans, juifs et ceux qui ne suivent aucune religion ou qui suivent une religion non prise en compte dans les statistiques officielles.

#### Édifices religieux

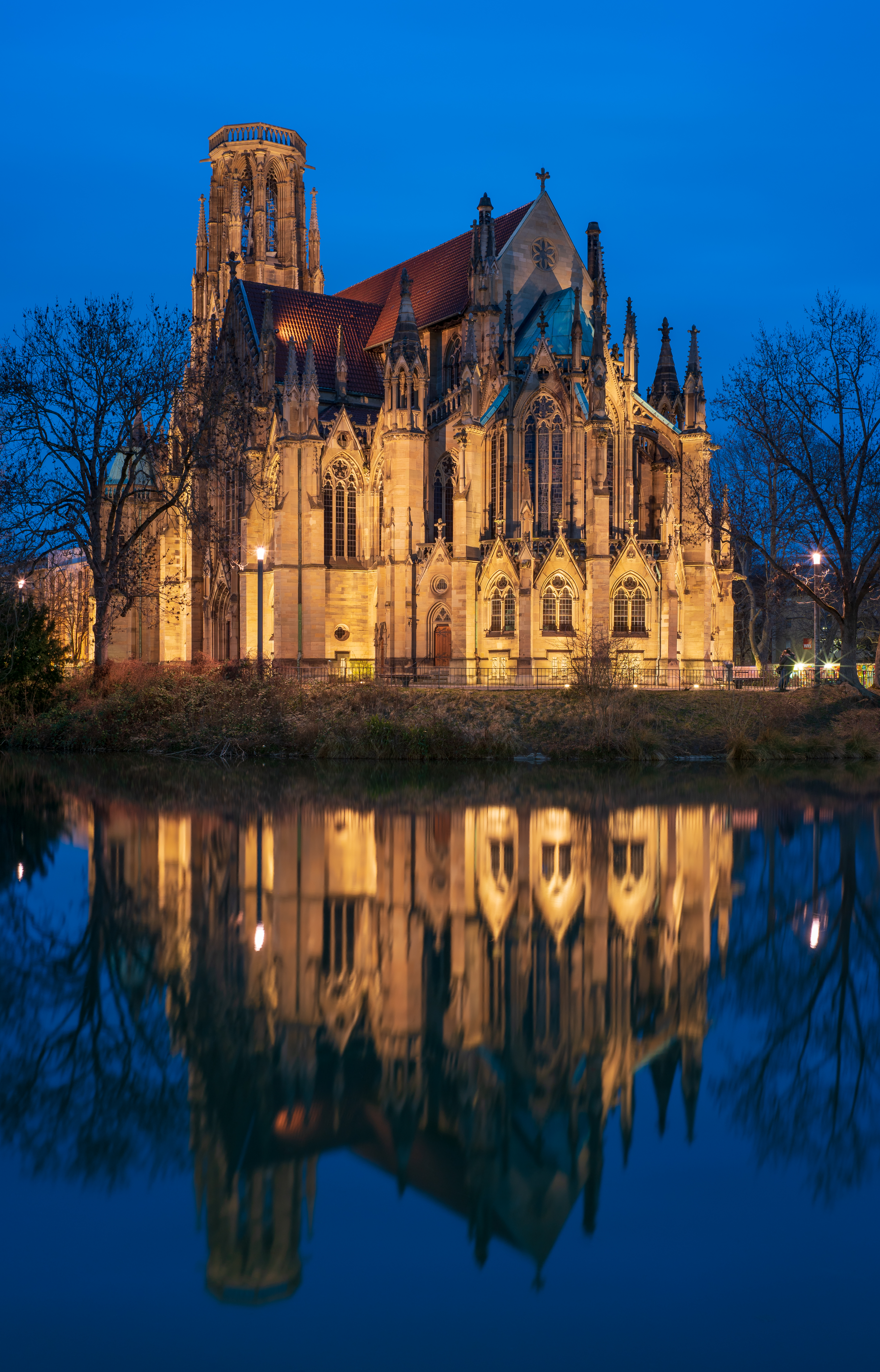
La Johanneskirche se reflète dans le Feuersee à Stuttgart. Février 2020.

- Église Saint-Nicolas, église orthodoxe russe construite en 1895 (inscrite aux monuments historiques).

### Chômage
Le chômage dans la région de Stuttgart est faible par rapport à d'autres régions métropolitaines en Allemagne. En novembre 2008, avant la hausse du chômage annuelle en hiver, le taux de chômage dans la région de Stuttgart se situait à 3,8 %, soit 0,1 % de moins que le taux de Bade-Wurtemberg, qui était de 4,7 % en février 2009. Le chômage dans la ville de Stuttgart au cours de la même période s'élevait à 5,2 % et 6 % (novembre 2008 et février 2009 respectivement). Par comparaison, le taux de chômage pour l'ensemble de l'Allemagne s'élevait à 7,1 % (novembre 2008) et à 8,5 % (février 2009),.

### Criminalité
Stuttgart est l'une des villes les plus sûres en Allemagne. En 2003, 8 535 infractions ont été relevées à Stuttgart pour 100 000 habitants (la moyenne de toutes les villes allemandes étant de 12 751). Les chiffres pour 2006 indiquent que Stuttgart s'est classée au deuxième rang derrière Munich en ce qui concerne la sûreté. 60 % des crimes de Stuttgart ont été résolus en 2003, se classant deuxième derrière Nuremberg.

## Politique

### Gouvernement de la ville passé et présent
Le CDU Frank Nopper devient maire de Stuttgart le 29 novembre 2020 élu avec 42,3 % des voix, il succède à Fritz Kuhn, du parti Grünen/Büdnis 90 (parti des Verts allemands).

### Résultats des élections récentes (1999-2014)
| Parti                 | PE 1999 | Landtag 2001 | Bundestag 2002 | Landtag 2004 | PE 2004 | Conseil de ville 2004 (sièges) | Bundestag 2005 | PE 2009 | Conseil de ville 2009 (sièges) | Bundestag 2009 | Landtag 2011 | Bundestag 2013 | PE 2014 | Conseil de ville 2014 (sièges) |
| --------------------- | ------- | ------------ | -------------- | ------------ | ------- | ------------------------------ | -------------- | ------- | ------------------------------ | -------------- | ------------ | -------------- | ------- | ------------------------------ |
| CDU                   | 42,9 %  | 37,1 %       | 35,1 %         |              | 37,4 %  | 32,9 % (21)                    | 32,7 %         | 29,1 %  | 24,2 % (15)                    | 28,5 %         | 31,5 %       | 42,8 %         | 30,9 %  | 28,3 % (17)                    |
| SPD                   | 27,6 %  | 36,3 %       | 35,7 %         |              | 21,2 %  | 22,8 % (14)                    | 32 %           | 18 %    | 17 % (10)                      | 19,8 %         | 20,4 %       | 21 %           | 23;3 %  | 14,3 % (9)                     |
| FDP                   | 6,2 %   | 9,2 %        | 8,5 %          |              | 7,7 %   | 6,5 % (4)                      | 12,8 %         | 14,5 %  | 10,9 % (7)                     | 18,4 %         | 6,1 %        | 2,6 %          | 5,4 %   | 5,9 % (4)                      |
| Verts                 | 14,3 %  | 11,5 %       | 16,2 %         |              | 22,1 %  | 18,7 % (11)                    | 15 %           | 25 %    | 25,3 % (16)                    | 20,1 %         | 34,5 %       | 21,1 %         | 19,6 %  | 24 % (14)                      |
| Républicains          | 3,6 %   | 4,7 %        | 1 %            |              | 3,3 %   | 3,9 % (2)                      | 0,8 %          | 2 %     | 2,5 % (1)                      | 0,8 %          | 0,9 %        | —              | —       | 0,7 % (0)                      |
| Linke                 | —       | —            | 1,4 %          |              | 1,9 %   | 1,8 % (1)                      | 4,4 %          | 4,5 %   | 4,5 % (2)                      | 7,8 %          | 3,4 %        | 4,4 %          | 5,8 %   | 4,5 % (3)                      |
| SÖS                   | -       | -            | -              |              | -       | 4,6 % (3)                      | —              | —       | 4,6 % (3)                      | —              | —            | —              | —       | 5,4 % (3)                      |
| FW                    | —       | —            | —              |              | —       | 9,7 % (6)                      | —              | 1,2 %   | 10,3 % (6)                     | —              | —            | 0,7 %          | 1,6 %   | 7,1 % (4)                      |
| Pirates               | —       | —            | —              |              | —       | —                              | —              | —       | —                              | —              | —            | 2,2 %          | 1,8 %   | 2 % (1)                        |
| AfD                   | —       | —            | —              |              | —       | —                              | —              | —       | —                              | —              | —            | 3 %            | 7,5 %   | 4,7 % (3)                      |
| Taux de participation | 46,6 %  | 65,5 %       | 81 %           |              | 54 %    | 48,7 %                         | 79,1 %         | 52,3 %  | 48,7 %                         | 74,3 %         | 73,1 %       | 76,7 %         | 53,1 %  | 46,6 %                         |

## Économie
Les sièges des constructeurs automobiles Daimler (incluant Mercedes-Benz) et Porsche se situent à Stuttgart. On y trouve également le groupe Bosch. La ville est un important centre d'activités industrielles. Les activités de hautes technologies sont aussi représentées. En effet, les sièges européens de Hewlett-Packard et IBM s'y trouvent.

### Berceau de l'automobile
La moto et l'automobile à quatre roues ont été inventés à Stuttgart (par Gottlieb Daimler et Karl Benz ; industrialisé en 1887 par Gottlieb Daimler et Wilhelm Maybach en tant que Daimler-Motoren-Gesellschaft). Stuttgart est donc considérée par beaucoup comme le point de départ de l'industrie automobile dans le monde entier et elle est parfois appelée « le berceau de l'automobile ». Mercedes-Benz, Maybach, Robert Bosch GmbH, Mahle GmbH et Porsche sont toutes des entreprises basées à Stuttgart ou dans des villes à proximité. Le tout premier prototype de la Volkswagen Coccinelle a été fabriqué à Stuttgart, conçu par Ferdinand Porsche, à la demande d'Adolf Hitler. De nombreux magazines amateurs sur l'automobile sont publiés à Stuttgart.

### Science, recherche et développement
La région a actuellement la plus forte densité de scientifiques, d'universitaires et d'organismes de recherche en Allemagne. Aucune autre région en Allemagne n'a enregistré autant de brevets et de modèles que Stuttgart. Près de 45 % des scientifiques du Bade-Wurtemberg impliqués dans la recherche et le développement travaillent à Stuttgart. Plus de 11 % de l'ensemble du budget allemand pour la recherche et le développement est investi dans la région de Stuttgart (environ 4,3 milliards d'euros par an). Stuttgart est une ville universitaire, elle abrite plusieurs universités et collèges, comme l'université de Stuttgart, l'université de Hohenheim et plusieurs universités de sciences appliquées. De plus, la région est le siège de six instituts Fraunhofer, quatre instituts de recherche industrielle en collaboration avec les universités locales, deux instituts Max-Planck et des instituts du Centre aérospatial allemand (DLR).

### Services financiers
La Bourse de Stuttgart est la deuxième plus importante en Allemagne (après celle de Francfort). Plusieurs grandes entreprises du secteur des services financiers ont leur siège social à Stuttgart, avec près de 100 instituts de crédit au total (par exemple, Landesbank Baden-Württemberg, Wüstenrot & Württembergische).

### Vin et bière

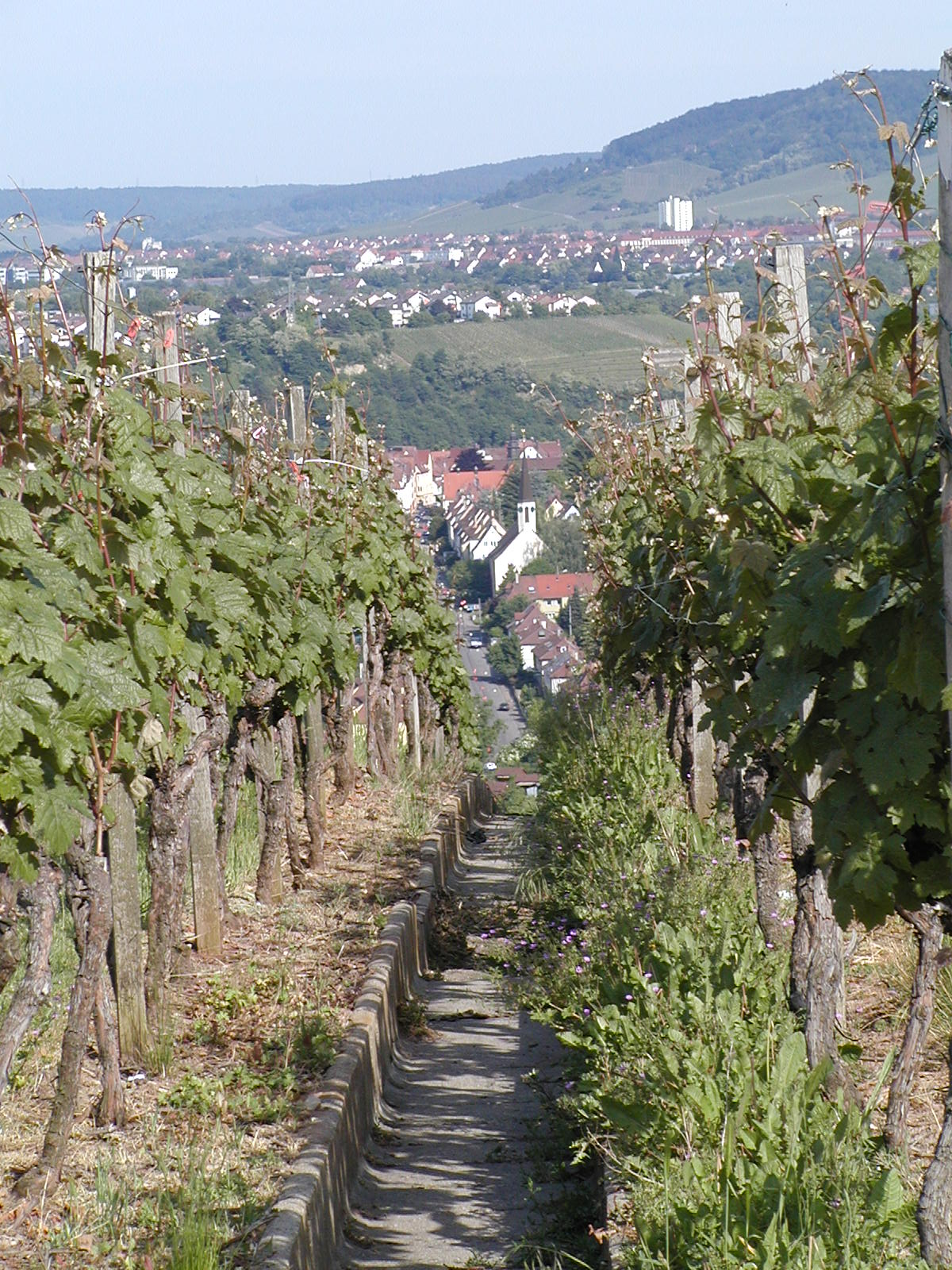
Vignes à Stuttgart.

Selon les archives de l'État, la culture de la vigne dans la région remonte à 1108. Au XVIIe siècle, la ville était la troisième plus grande communauté viticole du Saint-Empire romain germanique. Le vin de Stuttgart est resté la source principale de revenus au cours du XIXe siècle.
Stuttgart est toujours l'une des plus importantes villes viticoles de l'Allemagne, principalement grâce à sa situation géographique au centre de la quatrième plus grande région viticole d'Allemagne, la région viticole de Wurtemberg couvrant 11 522 hectares. L'importance du vin sur l'économie locale est marquée chaque année par le festival annuel du vin (Weindorf).
Stuttgart a également plusieurs brasseries célèbres comme Stuttgarter Hofbräu, Dinkelacker ou Schwaben Bräu.
Chaque année une fête du vin se déroule à la fin de l'été dans le centre-ville et la fête de la bière de Stuttgart (Cannstatter Volksfest) est la plus importante après celle de Munich (Oktoberfest) et attire chaque année plusieurs millions de visiteurs.

## Transport

### Aéroport

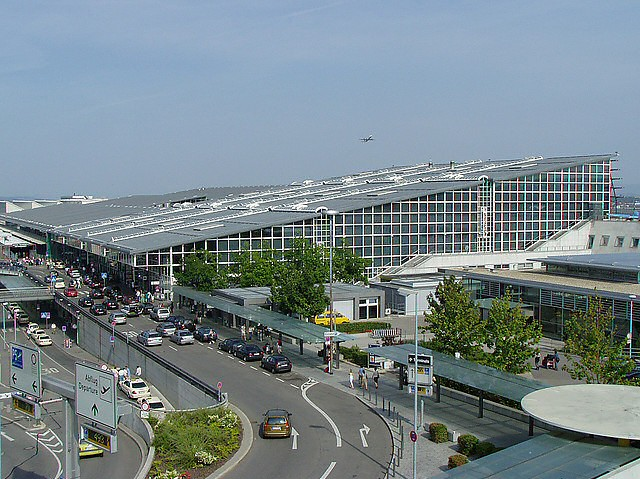
Aéroport.

Situé à Leinfelden-Echterdingen à 15 km au sud de la ville, l'aéroport de Stuttgart (STR) est devenu l'un des plus importants d'Allemagne : il a accueilli 7,6 millions de passagers en 2003, 8,8 en 2004 et 9,6 en 2005. Depuis l'ouverture du troisième terminal en 2004, la capacité de l'aéroport atteint les 12 millions de passagers.
Pendant la construction de ce terminal, une fosse commune contenant les corps de 24 esclaves juifs assassinés par le régime nazi a été découverte.

### Réseau ferroviaire

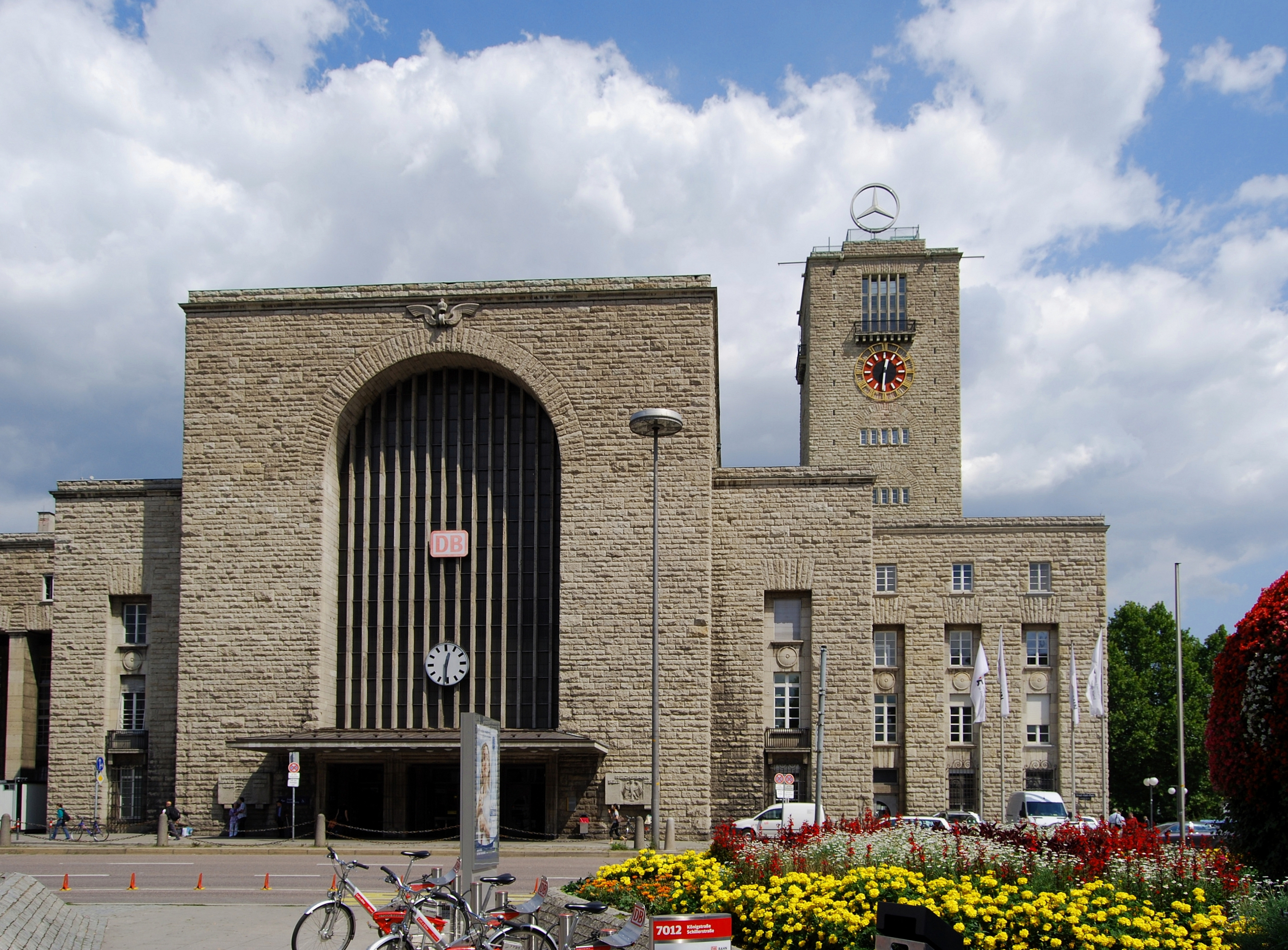
Gare centrale.

Du point de vue ferroviaire, Stuttgart est un nœud à la croisée des liaisons vers Karlsruhe-Strasbourg-Paris, Mannheim-Francfort-Cologne, Mannheim-Sarrebruck, Ulm-Augsbourg-Munich, Zurich-Milan, Ansbach-Nuremberg et Heilbronn-Wurtzbourg. La gare centrale (Hauptbahnhof) actuelle, édifiée en 1922, est de type cul-de-sac (les trains doivent faire demi-tour). Pour diminuer les temps d'arrêt et améliorer les connexions avec les autres villes, un projet controversé, Stuttgart 21 a été mis sur pied : il s'agit d'une part d'enterrer la gare avec les quais et de creuser un tunnel direct jusqu'à l'aéroport ce qui permettra de réduire notablement les temps de trajet en direction de Ulm et Munich. 
Depuis la gare du Nord (Nordbahnhof) de Stuttgart, plus de 2 000 habitants juifs de Stuttgart et du Wurtemberg, ont été déportés entre 1941 et 1945. Presque aucun d'entre eux n'a survécu aux camps de concentration et d'extermination. À la gare du Nord (Nordbahnhof) se trouve le mémorial « Zeichen der Erinnerung » (Marques du Souvenir) pour commémorer ces assassinats. 

### Transports urbains

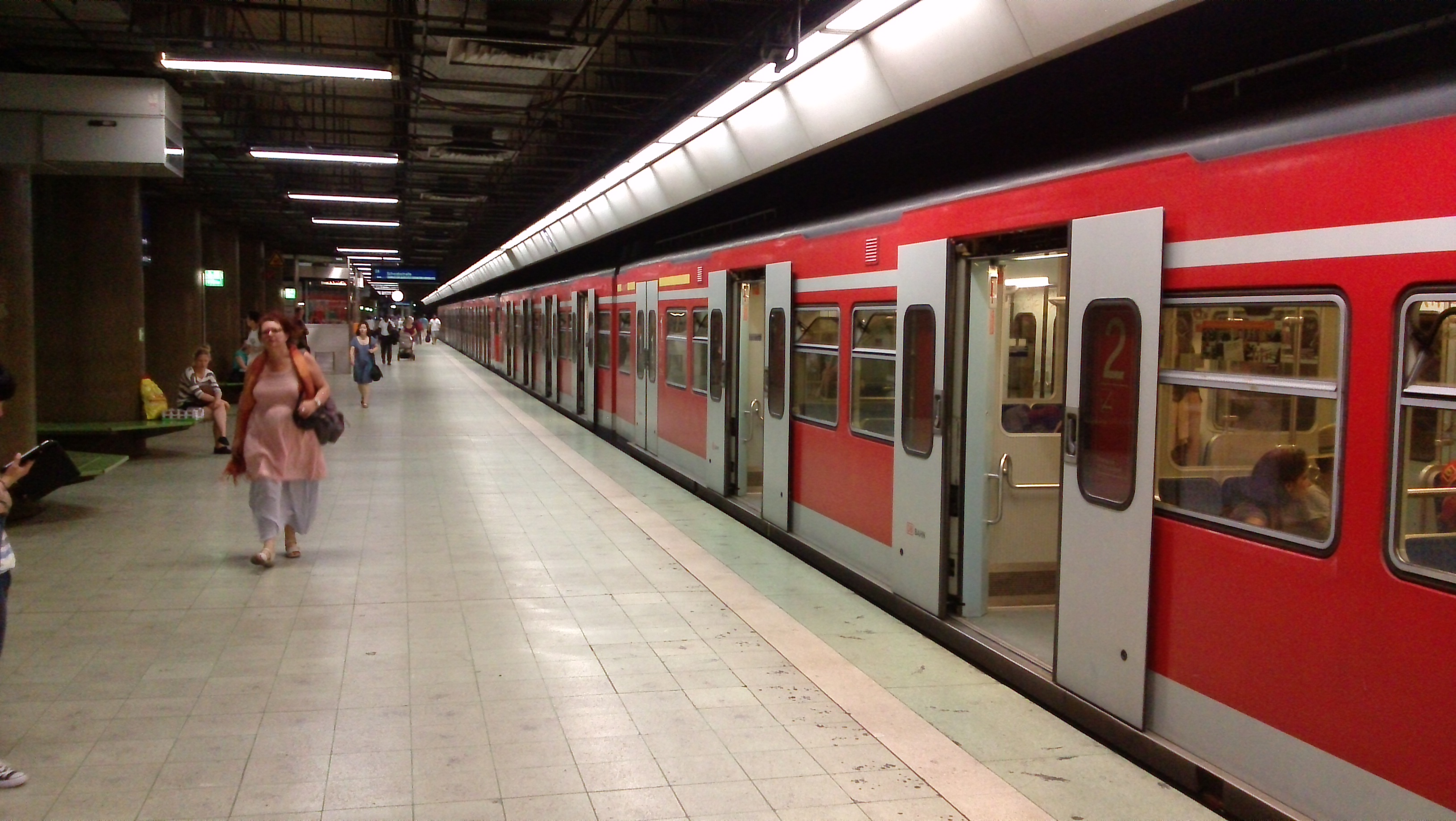
S-Bahn de Stuttgart.

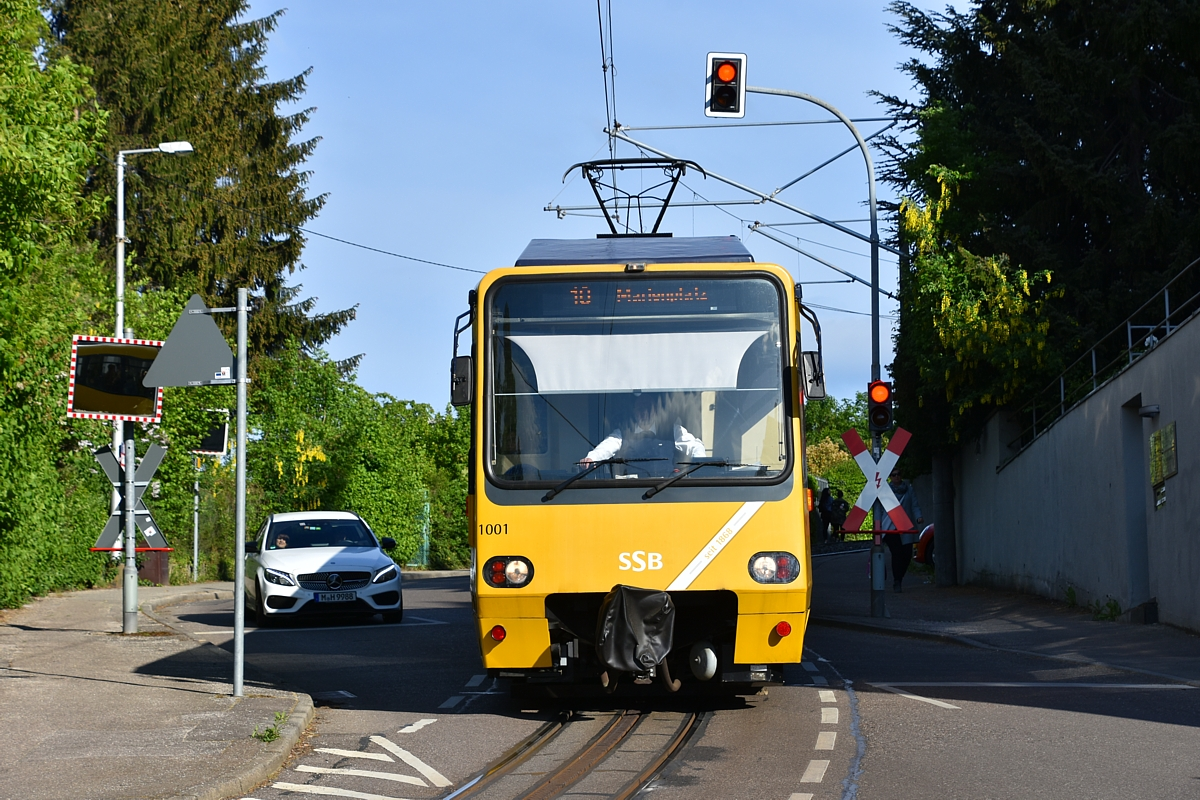
Tramway à crémaillère (Zacke).

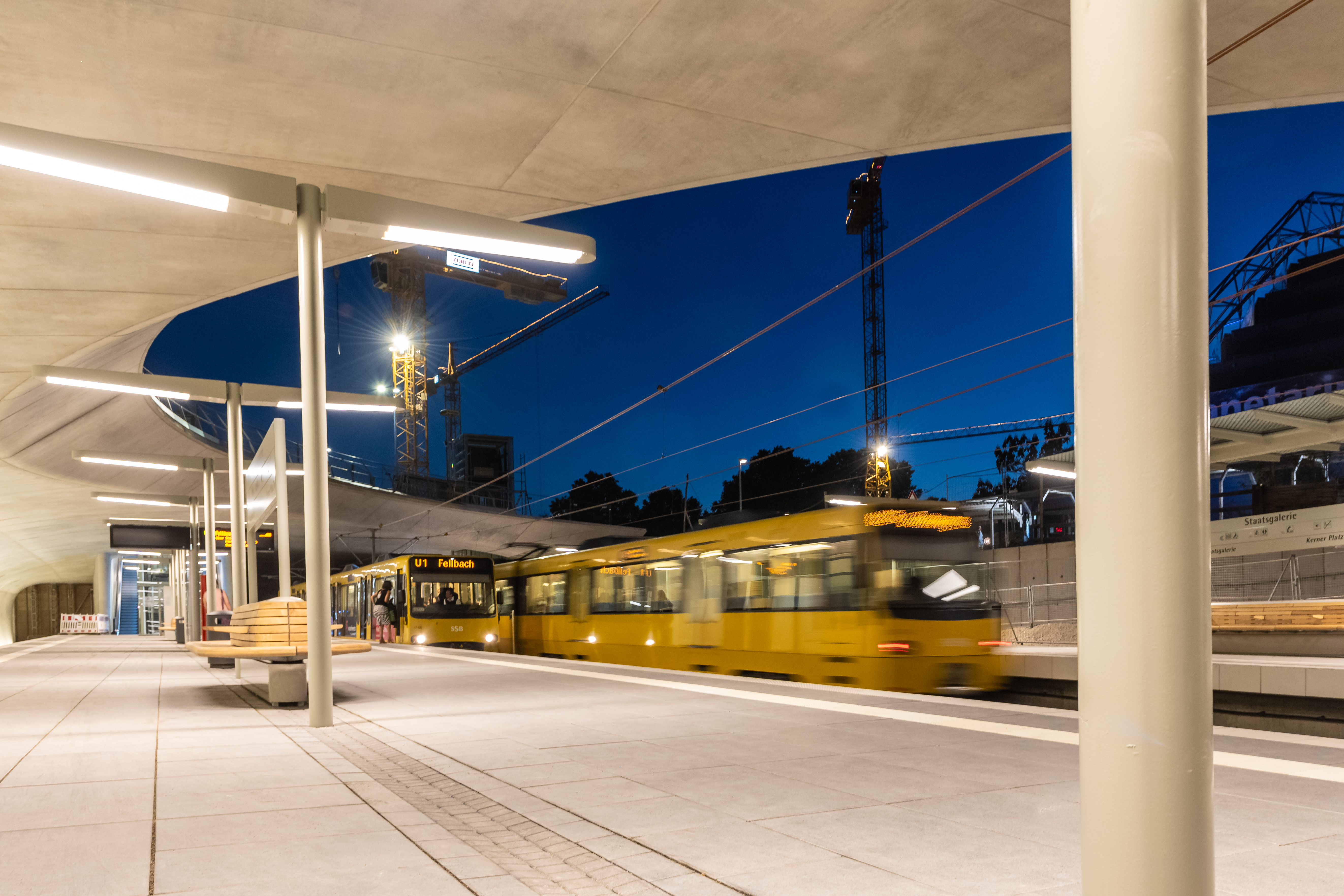
Métro léger de Stuttgart.

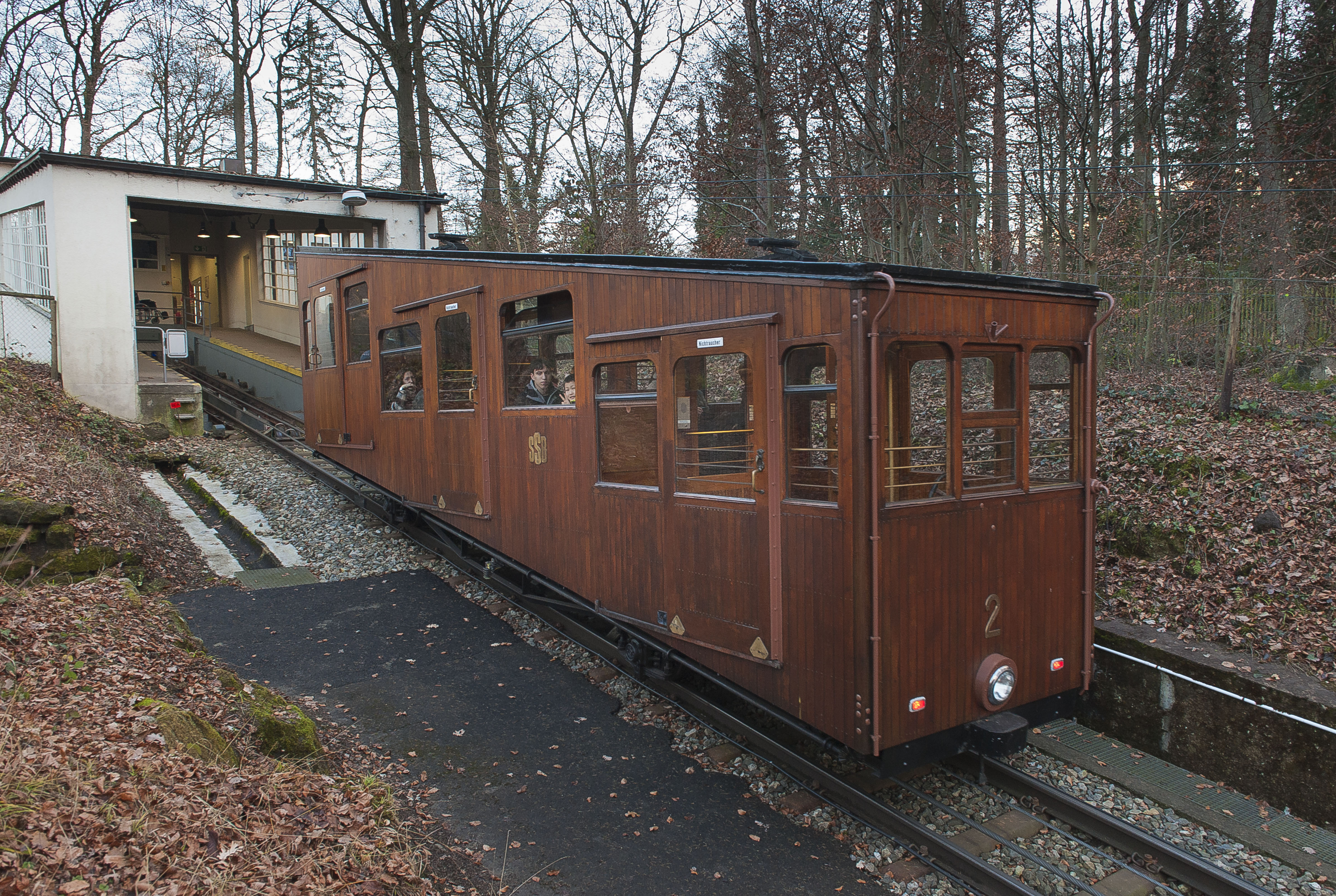
Funiculaire de Stuttgart.

Au niveau des transports en commun, Stuttgart dispose de 7 lignes de S-Bahn (réseau express régional), exploitées par une filiale de la Deutsche Bahn. Il y a de plus un grand réseau de métro léger (16 lignes) et de bus (55 lignes). Il y a enfin une ligne de tramway à crémaillère (Zacke) et un funiculaire (inauguré en 1929). L'ensemble des transports est supervisé par la Verkehrs- und Tarifverbund Stuttgart (VVS, Fédération des Transports et Tarifs de Stuttgart) à laquelle sont liées toutes les compagnies opérant sur l'agglomération, permettant une unité tarifaire et une certaine cohérence au niveau de l'offre.

### Projet Stuttgart 21
Le projet Stuttgart 21 est un projet ferroviaire et urbain visant à complètement réagencer et moderniser le nœud ferroviaire de la ville. Après des années de débats et de controverses politiques, le plan a été approuvé en octobre 2007. Le projet Stuttgart 21 comprend la reconstruction des lignes de transport de surface et des lignes de métro reliant la gare de Stuttgart du centre-ville avec les chemins de fer et les lignes souterraines. Les travaux de construction ont débuté en 2010 et devraient être achevés en 2022.

Carte des sept parties du projet Stuttgart 21. En noir les lignes existantes, en couleur les nouveaux tronçons.

## Festivals
- Festival international du film d'animation de Stuttgart (Internationales Trickfilm Festival Stuttgart (ITFS))[42], fondé en 1982. Le 24e festival a eu lieu du 2 au 7 mai 2017.

## Sport

### Football
Le VfB Stuttgart, principal club de football de la ville, a remporté le titre de Champion d'Allemagne en 1950, 1952, 1984, 1992 et 2007 et évolue à la MHPArena.
L'autre formation de la métropole souabe, le Stuttgarter Kickers, joue en troisième division. Son enceinte est le Gazi-Stadion auf der Waldau, dans le quartier de Degerloch : il s'agit du plus vieux stade du pays.

### Autres sports
La ville accueille aussi un tournoi de tennis féminin, de catégorie Premier avec une dotation de 721 000 $. Le principal sponsor de ce tournoi est la marque automobile Porsche d'où son nom : Porsche Tennis Grand Prix.
La ville accueille également un tournoi de tennis masculin, chaque année au mois de juillet, le tournoi de Stuttgart (aussi connu sous le nom de Mercedes Cup). Ce tournoi se déroule sur gazon depuis 2015.
En handball, Stuttgart est le lieu d’accueil du club du TV Bittenfeld mais aussi du HBW Balingen-Weilstetten, lors des matchs importants.
Enfin, les Scorpions de Stuttgart (GFL) est un club allemand de football américain basé à Stuttgart.
En plus, Stuttgart possède comme seulement cinq autres villes allemandes un club de football australien, qui s'appelle les Emus de Stuttgart, jouant dans l'Australian Football League Germany.

### Évènements sportifs
Stuttgart a accueilli de nombreux grands événements. Elle a également été désignée « Capitale européenne du sport » 2007.
La ville est organisatrice du tournoi de tennis éponyme depuis 1949.
En athlétisme, Stuttgart a été l'hôte des championnats d'Europe en 1986, des championnats du monde en 1993, et de la Finale mondiale de l'athlétisme en 2006, 2007 et 2008.
La ville a été l'une des douze villes hôtes de la Coupe du monde de football de 2006. Six matchs, dont trois du deuxième tour, y compris le match pour la troisième place, ont été joués au Gottlieb-Daimler-Stadion.
Stuttgart a accueilli à plusieurs reprises les championnats du monde de cyclisme : en 1991 à la fois sur route et sur piste, puis en 2003 sur piste et en 2007 sur route.
Il y a d'autres sites sportifs, comme la Porsche-Arena (tennis, basket-ball et handball) et le Hanns-Martin-Schleyer-Halle (boxe, équitation/saut d'obstacles, gymnastique, etc.).
En octobre 2019, la ville a accueilli les Mondiaux de gymnastique.

## Jumelages
La ville de Stuttgart est jumelée avec :
- Saint Helens (Royaume-Uni) depuis 1948
- Cardiff (Royaume-Uni) depuis 1955
- Saint Louis (États-Unis) depuis 1960
- Strasbourg (France) depuis 1962
- Bombay (Inde) depuis 1968
- Menzel Bourguiba (Tunisie) depuis 1971
- Le Caire (Égypte) depuis 1979
- Łódź (Pologne) depuis 1988
- Brno (Tchéquie) depuis 1989
- Samara (Russie) depuis 1992

## Personnalités liées à la ville
- Georg Wilhelm Friedrich Hegel (1770-1831), philosophe idéaliste allemand ;
- Guillaume Ier de Wurtemberg (1781-1864), le deuxième roi de Wurtemberg ;
- Hermann Ploucquet (1816-1878), taxidermiste ;
- Wilhelm Krüger (1828-1883), pianiste et compositeur ;
- Albert Boehringer (1861-1939), fondateur de Boehringer-Ingelheim Pharmaceuticals ;
- Robert Bosch (1861-1942), industriel et fondateur de Robert Bosch GmbH ;
- Gerda Taro (1910-1937), photojournaliste allemande, connue notamment pour ses reportages sur la Guerre d'Espagne.
- Hans-Peter Bühler (1942-), marchand d'art, historien de l'art et mécène germano-portugais ;
- Christophe-Frédéric Cotta (1758-1838), avocat et Jacobin à Mayence et Strasbourg ;
- Gottlieb Daimler (1834-1900), pionnier du moteur à essence ;
- Hans-Peter Dürr (1929-2014), physicien ;
- Roland Emmerich (1955-), réalisateur ;
- Elisabeth Guttenberger (1926-2024), sinti, survivante du porajmos
- Magda Hagstotz (1914-2001), peintre et styliste ;
- Wilhelm Hauff (1802-1827), écrivain de l'époque du Biedermeier ;
- Georg Herwegh (1817-1875), poète ;
- Susanne Hirzel (1921-2012), résistante contre le nazisme ;
- Ellen Kandeler (1957-), biologiste et agronome spécialisé sur la biologie du sol ;
- Benita Koch-Otte (1892-1976), tisserande et designer de textiles ;
- Paul Leni (1885-1929), cinéaste allemand ;
- Fritz Leonhardt (1909-1999), ingénieur ;
- Hansi Müller (1957-), footballeur ;
- Nadia Murad (1993-), activiste des droits de l’homme irakienne, a trouvé refuge à Stuttgart ;
- Ernest Albert Henri de Mylius (1749-1805), général des armées de la République française, né à Stuttgart, décédé à Bruxelles ;
- Lutz Niethammer (1939-), historien et professeur d'université ;
- Berthold Schenk Graf von Stauffenberg, membre de la Résistance allemande au nazisme et frère de Claus Schenk von Stauffenberg (1905-1944) ;
- Fred Uhlmann (1901-1985), peintre et écrivain ;
- Richard von Weizsäcker (1920-2015), président de la République fédérale d'Allemagne de 1984 à 1994 ;
- Sascha Fischer (1971-), joueur de rugby à XV allemand ;
- Manfred Wörner (1934-1994), secrétaire général de l'OTAN de 1988-1994 ;
- Ferdinand Bac (1859-1952), dessinateur, lithographe et écrivain français est né à Stuttgart ;
- Hans Knoll (1914-1951), fondateur de Knoll ;
- Robert Häusser (1924-2013), photographe ;
- Manfred Rommel (1928-2013), homme politique allemand, ancien maire de la ville et fils du Feld-maréchal Erwin Rommel ;
- Kurt Adolff (1921-2012), pilote automobile ;
- Marc-Uwe Kling (1982-), auteur-compositeur-interprète, artiste de cabaret et auteur allemand, né à Stuttgart ;
- Kerry Max Cook (1956-) militant contre la peine de mort ;
- Adolf Rambold (1900-1996), inventeur et ingénieur allemand ;
- Brigitte Peterhans (1928-2021), architecte ;
- Henning Melber (1950), politologue et sociologue allemand, africaniste ;
- Jürgen Klopp (1967-), ancien joueur et entraîneur de football allemand ;
- Lisa Martinek (1972-2019), actrice allemande y est née ;
- Fernando Raposo (1989-), joueur professionnel de basket-ball ;
- Bernard Tomic (1992-), joueur de tennis australien ;
- Aron Dotan (1928-2022), linguiste israélien ;
- Lilo Rasch-Naegele (1914-1978), artiste-peintre ;
- Sibylle Lewitscharoff, (1954-2023), romancière allemande.
- Tomas Kurth (1955-), artiste allemand.

## Galerie

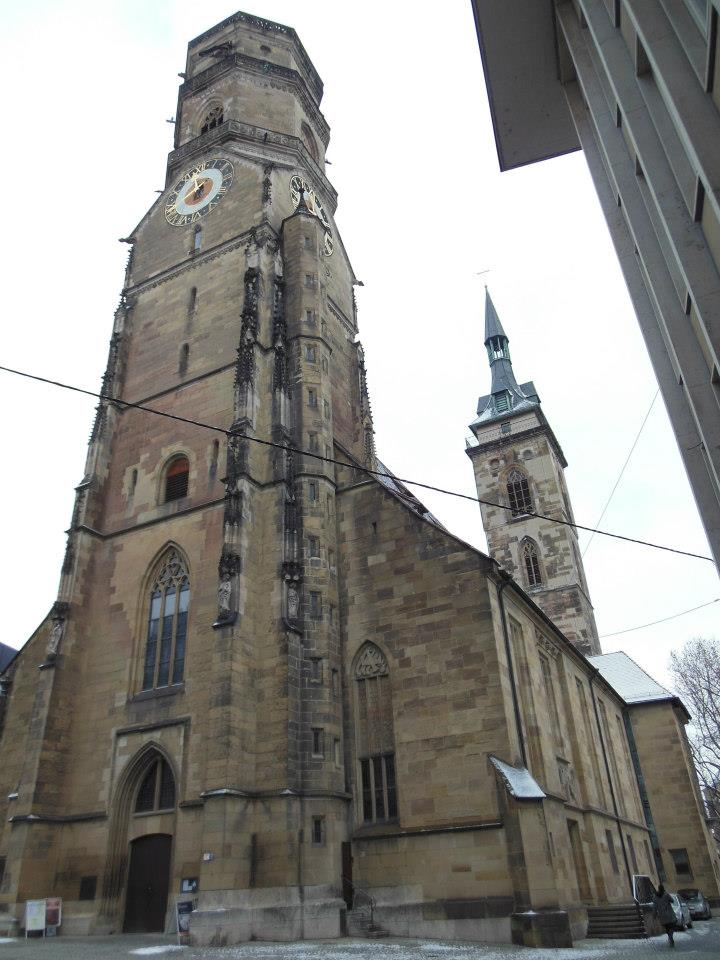
Collégiale de Stuttgart.
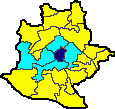
Carte de Stuttgart.
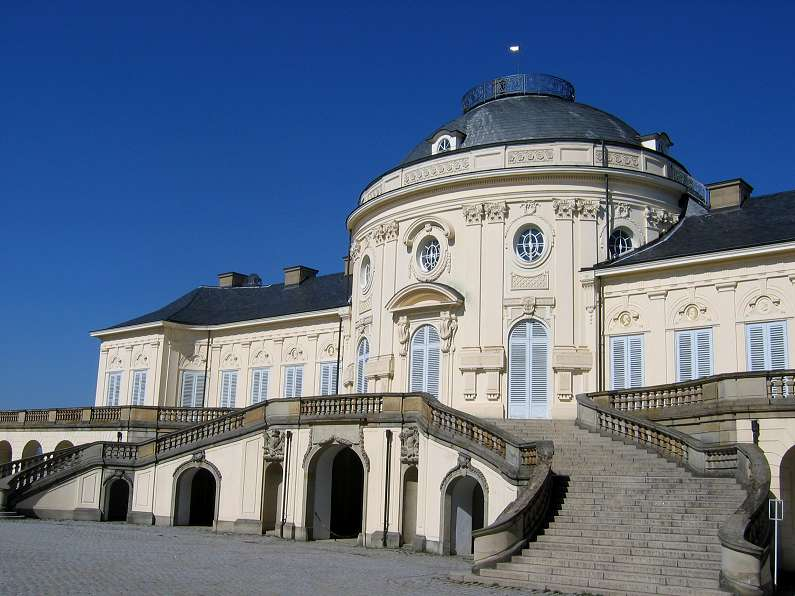
Le château Solitude (Schloss Solitude).
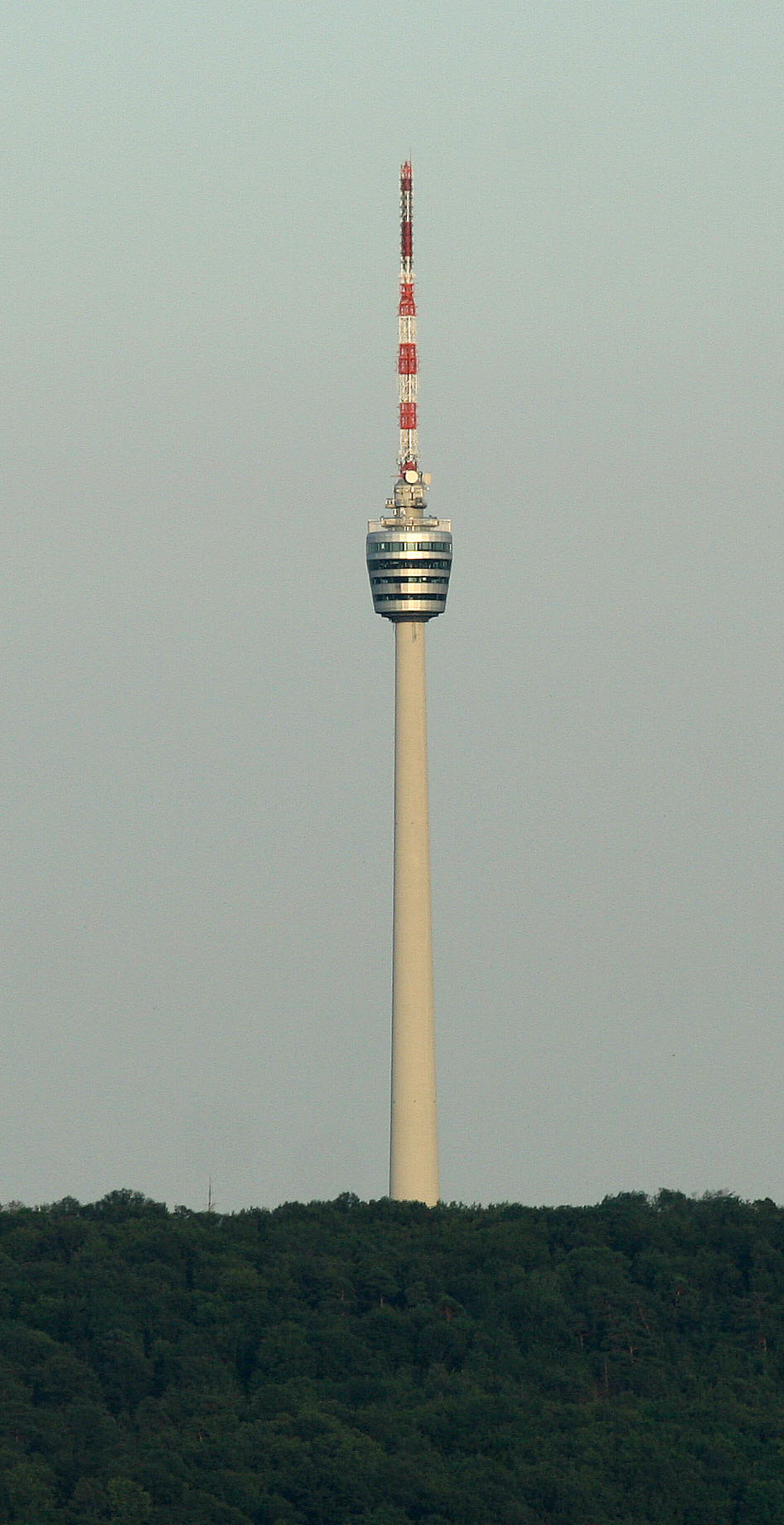
La tour de télévision de Stuttgart.
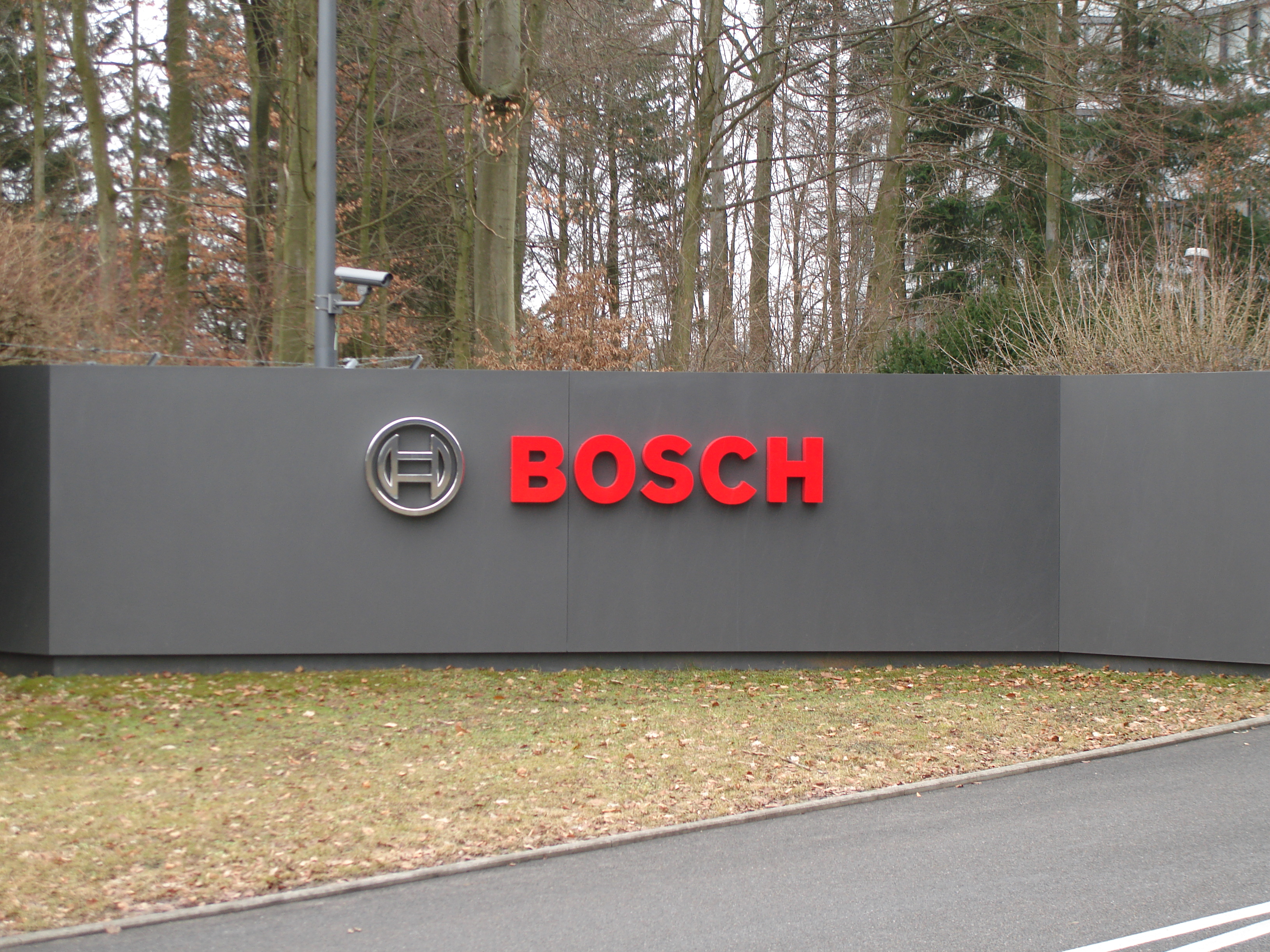
Logo de Robert Bosch GmbH à Stuttgart.
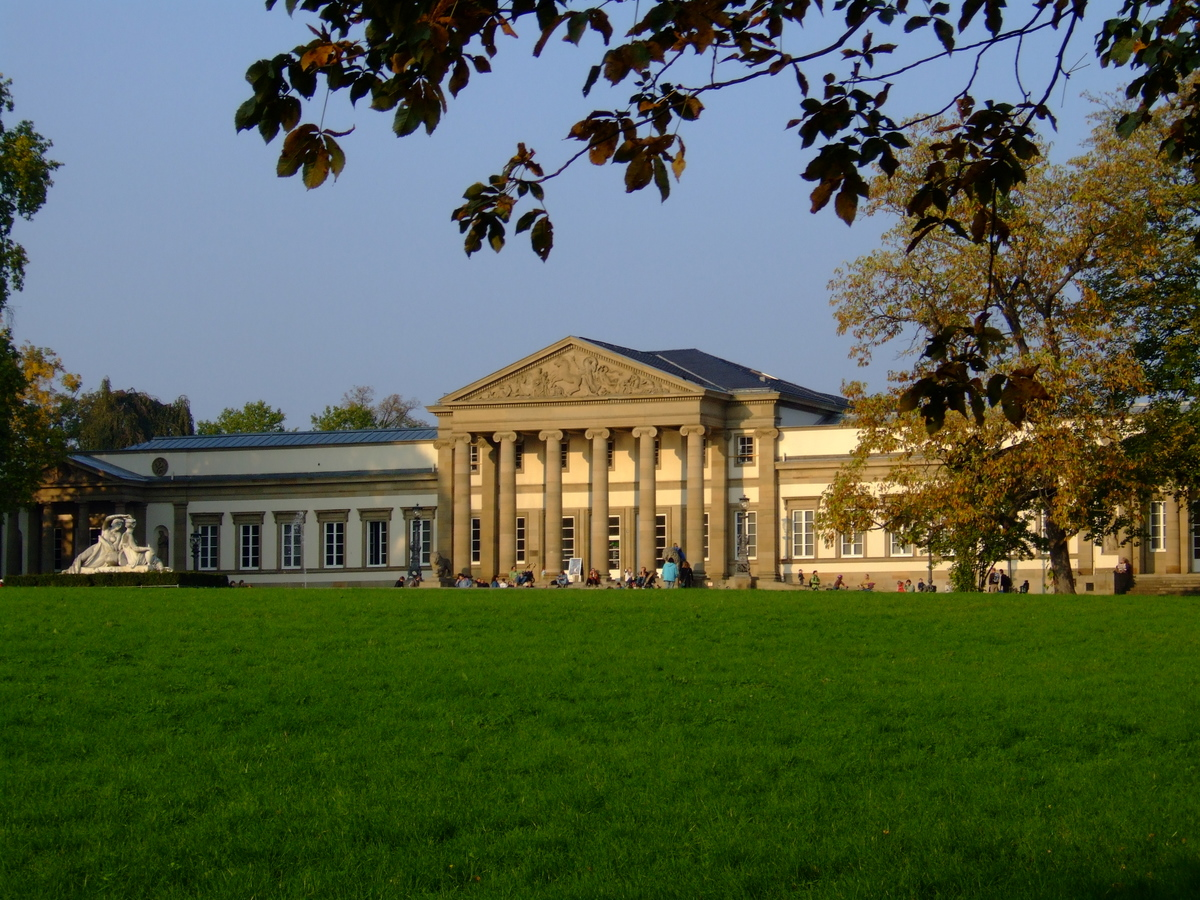
Le château Rosenstein (Schloss Rosenstein).
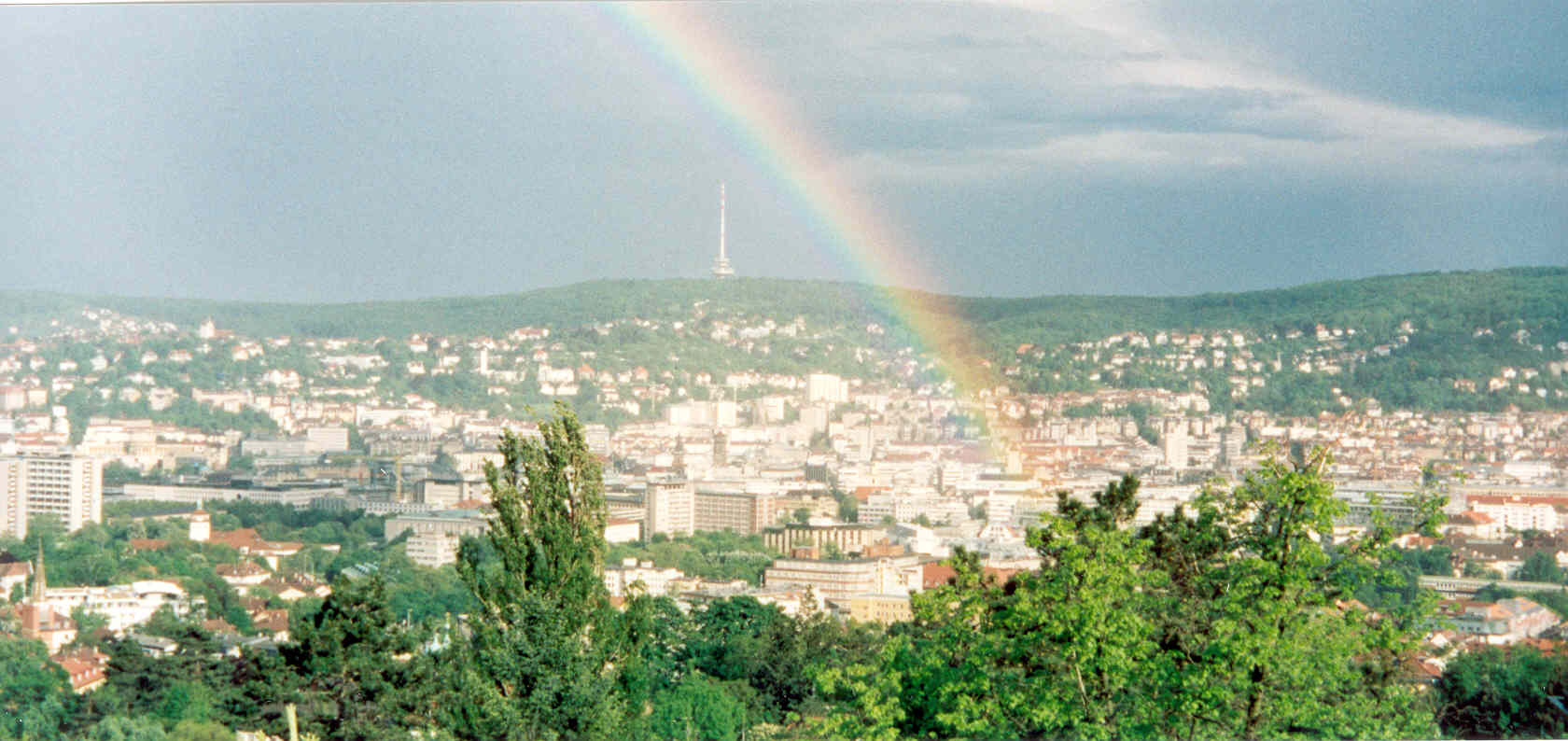
Vue de Stuttgart en 1999 vers le centre-ville.
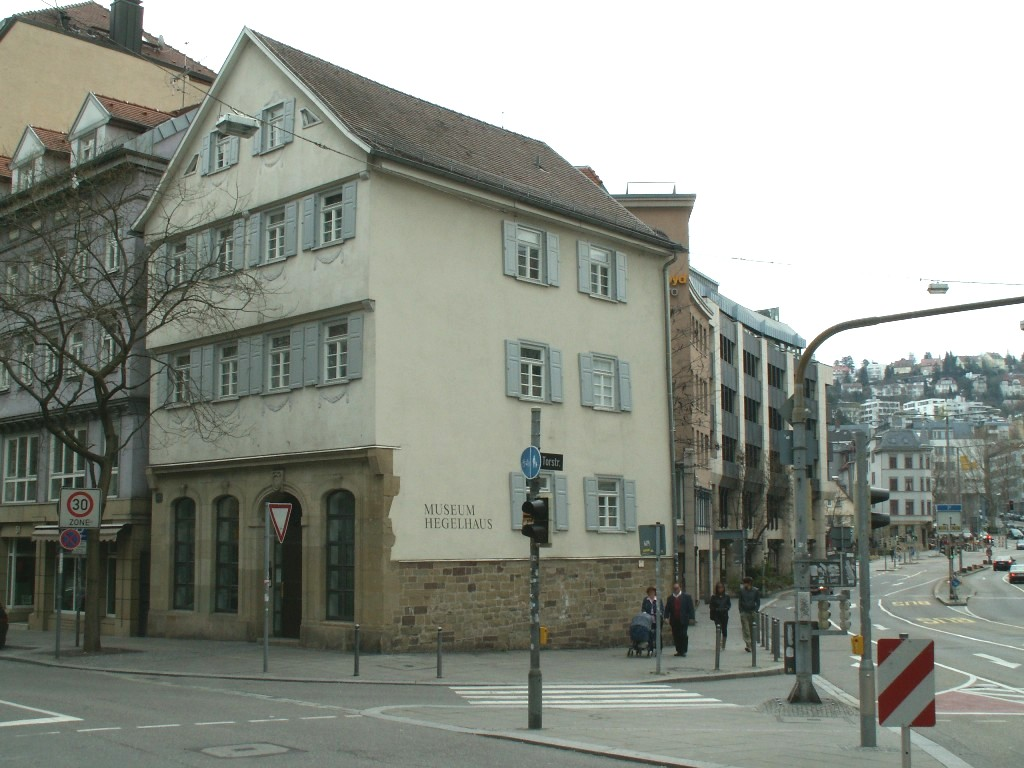
Lieu de naissance de Hegel.
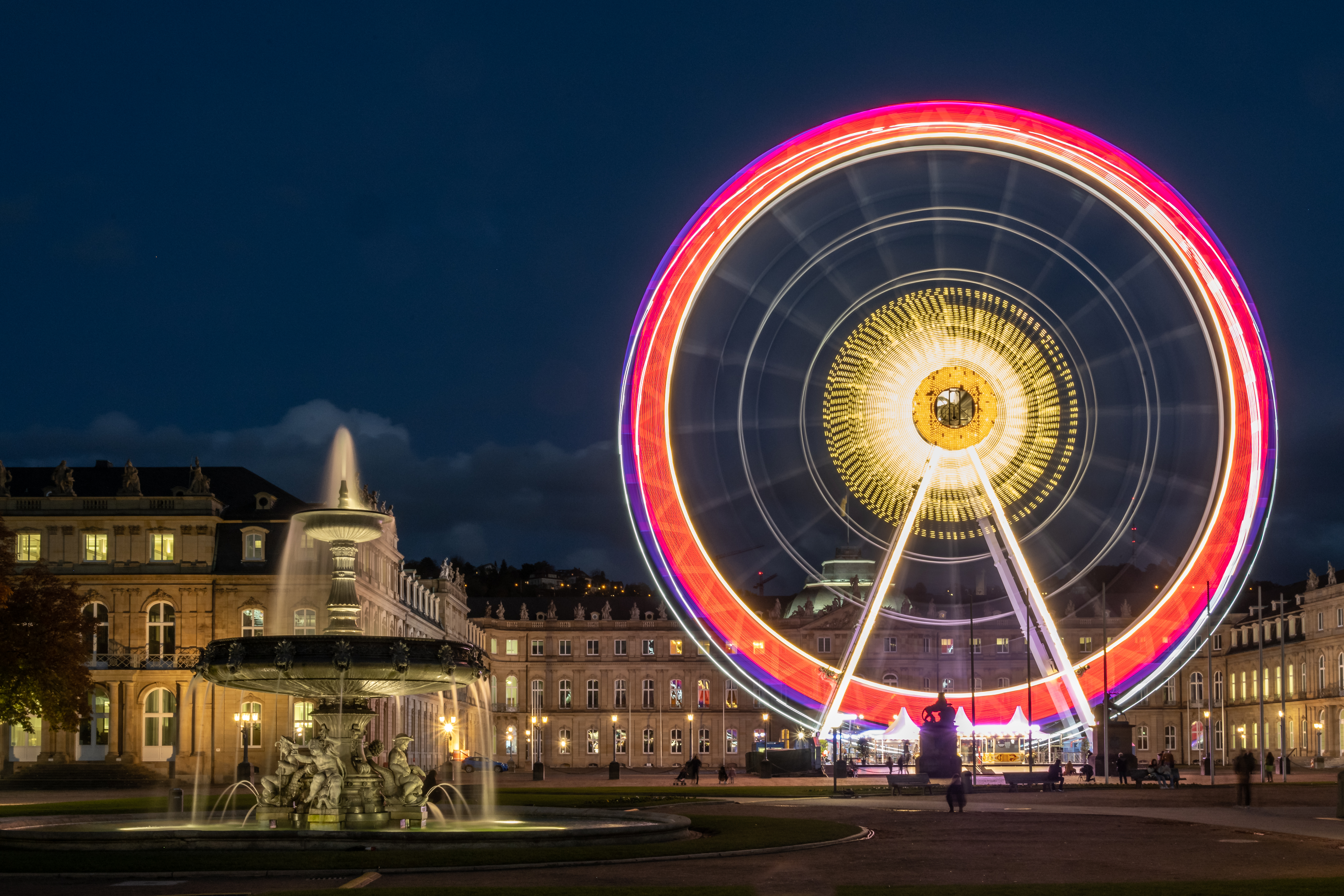
Grande roue devant le Nouveau Château